# 広島城
広島城（ひろしまじょう  旧字体：廣島城）は、安芸国佐東郡広島（広島県広島市中区基町）にあった安土桃山時代から江戸時代の日本の城。国の史跡に指定されている。毛利輝元が太田川河口のデルタ地帯に築いた平城で、1945年（昭和20年）まで天守を始めとする城郭建築が現存していたが、太平洋戦争末期にアメリカ軍の原子爆弾投下によって倒壊し、現在見られる城内の天守以下城郭建築はすべて1958年以降に再建されたものである。
2026年3月閉館。

## 概要
江戸時代初頭に入城した福島正則の増築以降に、城域となった外堀までの約90万平方メートルの範囲のうち、現在の史跡としての広島城は広島市中央公園内 の内堀を含む本丸跡と二の丸跡の範囲で、広さ約12万m2 と三の丸跡の一部が残る。広島市公園条例第6条の3では、中央公園のうち広島城及びその周辺の区域を中央公園「広島城区域」として定めている（一般には「広島城公園」「広島城址公園」と呼ばれている）。なお、城内に広島護国神社の敷地があるが、同神社の敷地については1956年に公園区域からは除外されている。
大坂城や岡山城などと共に初期近世城郭の代表的なもので 、また名古屋城、岡山城と共に日本三大平城 に数えられる。日本100名城の一つに選定されている。
江戸時代では西日本有数の所領となった広島藩42万6000石の浅野家12代の居城となり、江戸時代中期に書かれた『広島藩御覚書帖』によると、5重と3重の大小天守群以下、櫓88基が建てられていた。1592年に毛利輝元によって創建された大天守は、外壁仕上げの下見板張りや最上階に高欄を持つ外観仕様が国宝指定（1931年）の理由の一つとなった。近代は日清戦争時に、本丸に大本営が置かれるなど軍都広島の中心であった。
1945年のアメリカ軍による広島市への原子爆弾投下により、現存していた天守は倒壊し、櫓や城門も失われた。
外観復元された大天守は歴史博物館「広島城」として利用されている。本丸跡、二の丸跡以外は都市開発により城跡の面影はなく、史跡外で確認できる遺構は、堀の石垣の天端石、広島高等裁判所敷地内にある中堀土塁跡、空鞘橋東詰南側の外郭櫓跡程度である。

## 別称
別称は「鯉城（）」。広島城があった一帯は昔「己斐浦（）」と呼ばれ、広島市西区己斐の地名は延喜式で嘉字地名とされる前は「鯉」であったと言われていることから、この名がついた。一説には堀にたくさんの鯉がいたからとも、天守が黒いからとも言われる。その他、「在間城（）」、「当麻城（）」の別称がある。
現存する資料の中で鯉城の名前が使われた最も古い資料は、江戸時代後期に藩儒頼聿庵が読んだ漢詩『遊東郊』の一節
である。由来については江戸時代に書かれた資料はなく、現在一般的に知られる由来は明治時代以降の資料からである。よって一部では鯉城の由来は明治期に考えられたと唱えるものもいる。
2003年、中区八丁堀の国土交通省中国地方整備局太田川河川事務所での発掘作業で、「鯉の金箔瓦」が1点出土している。金箔が施されていることから毛利氏時代のもの（下記金鯱瓦の項もあわせて参照）と推定されているが、天守と関係あるものかは不明。
鯉城通り、鯉城会館、鯉城高校（現広島県立広島国泰寺高等学校）、鯉城グループなど、市内中心部にある施設に鯉城を冠した名前のものが多い。
また鯉城から「広島東洋カープ」（英語で鯉がCARP）のチーム名が付けられた。

## 歴史

### 前史
この地は太田川下流域にあたり、上流から堆積した土砂が三角州を形成し、中世には小島や砂州に小規模な集落が点在していた。
承久の乱以降、その戦功により安芸国守護に命じられた武田氏により当地は治められていたが、戦国時代になると毛利元就が武田氏を滅ぼし厳島の戦いで陶氏（大内氏）に勝利したことにより、以降当地は毛利氏によって支配されることになる。
それまでの毛利氏の居城である吉田郡山城は、尼子氏の大軍を撃退した経験を持つ堅固な山城であり、また山陰・山陽を結ぶ場所に位置するため、領土の争奪戦を伴う戦国時代の毛利氏には適していた。
だが、元就の孫・毛利輝元の時代、天正末期になり天下が安定する頃になると、それまでの防護を主目的とした城造りから、城を権力の中心としてシンボル化しその周りを城下町として整備し領国の政務・商業の中心地として発展させる「近世城郭」建築の時代になる。中国地方9か国112万石（小早川や安国寺ら含めると150万石以上）の太守であった毛利氏にとって、山間部の山城である吉田郡山城は、政務および商業ともに手狭なものとなり始めた。そこで、海上交易路である瀬戸内の水運が生かせ、城下町の形成が可能な平野がある海沿いへ拠点を移すことを考え始めた。
1588年（天正16年）、輝元は豊臣秀吉の招きに応じて小早川隆景や吉川広家らと上洛し、大坂城や聚楽第を訪れ近世城郭の重要性を痛感し、新しい城を造ることを決意したと言われている。一説には永禄年間（1558年-1569年）の輝元の祖父である元就のころから現在の広島の平野部（一説には比治山）への築城構想はあった という。

### 築城
1589年（天正17年）2月、輝元は現地調査のため吉田郡山を出発し、明星院山（現東区二葉山）・新山（現東区牛田）・己斐松山（現西区己斐）の3箇所に登り太田川下流域を検地した結果、「最も広い島地」である五箇村（あるいは五ヶ村・佐東五ヶ）に築城することに決めた。
1589年（天正17年）4月15日鍬入れ式。穂井田（穂田）元清と二宮就辰を普請奉行として、築城が開始された。城の構造は大坂城を参考として、縄張は聚楽第に範を取っているといわれる。
1590年（天正18年）末、堀と城塁が竣工したことから、1591年（天正19年）1月8日に輝元は入城した。1592年（文禄元年）4月、文禄の役を指揮するため名護屋城へ向かう途中の秀吉がここへ立ち寄って城内を見物している。1593年（文禄2年）石垣が完成、1599年（慶長4年）に全工事が完了し落成した。なお「広島」という名はこの頃に付けられたと言われている（詳細は広島市#市名の由来参照）。

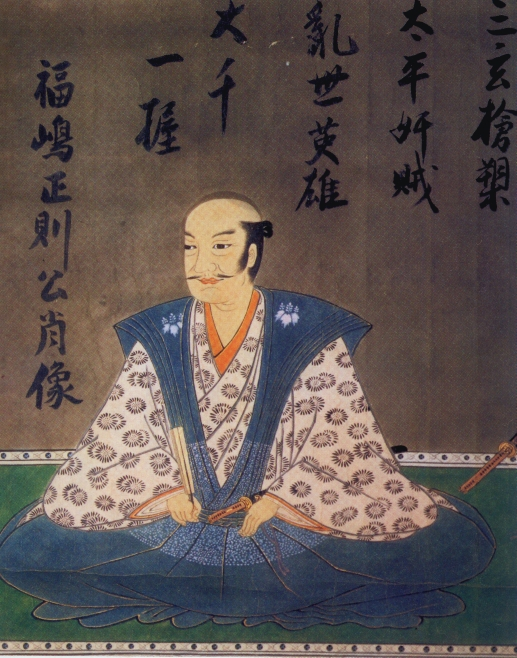
福島正則

完成当初は、堀は三重に巡らされ馬出を多数備える実戦的な城構えで、当時の大坂城に匹敵する規模の城だった といわれるが、関ヶ原の戦いで減封されて広島を去った毛利輝元に代わって、1600年（慶長5年）城主となった福島正則による改築 があり、築城当時の広島城がどのような姿であったかについての詳細は不明である。

### 藩政時代
福島氏時代、穴太衆を雇入れ、毛利氏時代に不十分だった城の整備および城下町づくりが本格的に行われた。外郭が整備され、内堀・中堀・外堀のある約1キロメートル四方の広大な城となったのはこの頃である。二葉の里付近から城の北側を通っていた西国街道を城下の南側を通るように付け替える とともに雲石街道を整備したといわれ、町人町が拡大 した。この大規模な城整備と城下町作りは徳川家康を怒らせ、1609年（慶長14年）正則は謹慎を言い渡されている。さらに、1619年（元和5年）、正則は洪水による被害の修復を幕府から武家諸法度を破った無届け改築ととがめられ、改易され信濃国川中島へ転封された。

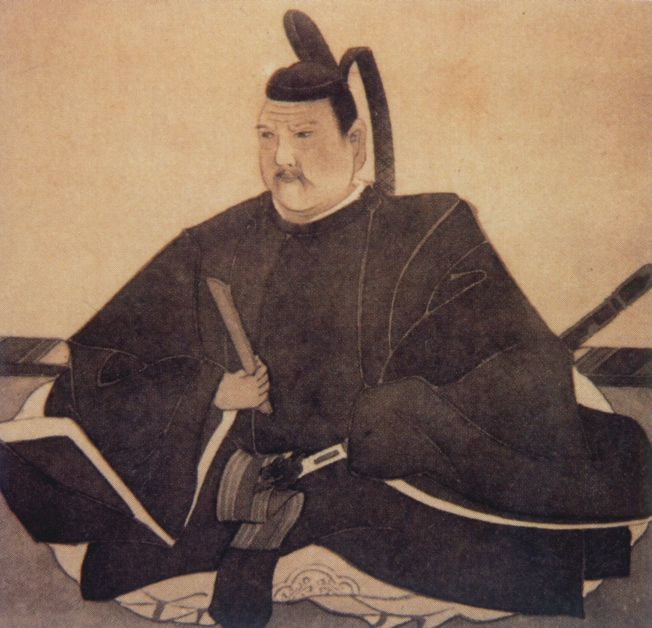
浅野長晟

同1619年（元和5年）8月8日、浅野長晟入城以降は浅野氏の居城となり、明治時代に至るまで12代約250年間続いた。
武家諸法度の縛りがあるため容易に改修できないことから、広島城の改修は福島氏の段階で完了していたと考えられていたが、近年の調査で一部の櫓台石垣は浅野氏時代に構築されたと判明している。浅野氏時代には城普請はほぼ行われなかったが、大規模な干拓事業は引き続き行われ、約250年間で当初の域より5から6倍規模にまで広がった。また洪水にたびたび悩まされており、洪水被害やそれを修復した記録が多数残っている。地震の被害にもあっており、1624年（寛永元年）安芸国を震源地とした地震では石垣や多門・櫓・塀などが崩壊したことを最初に、以降数度地震災害の記録が残っている。
1864年（元治元年）第一次長州征討の際、徳川慶勝を総督とする幕府軍の本営となる。この際、慶勝によって撮影された幕末の広島城の写真が現在徳川林政史研究所に残る。戊辰戦争になると広島藩は官軍として戦ったため、城に被害はなかった。つまり、築城から江戸時代の間、この城は戦の舞台にはならなかったことになる。

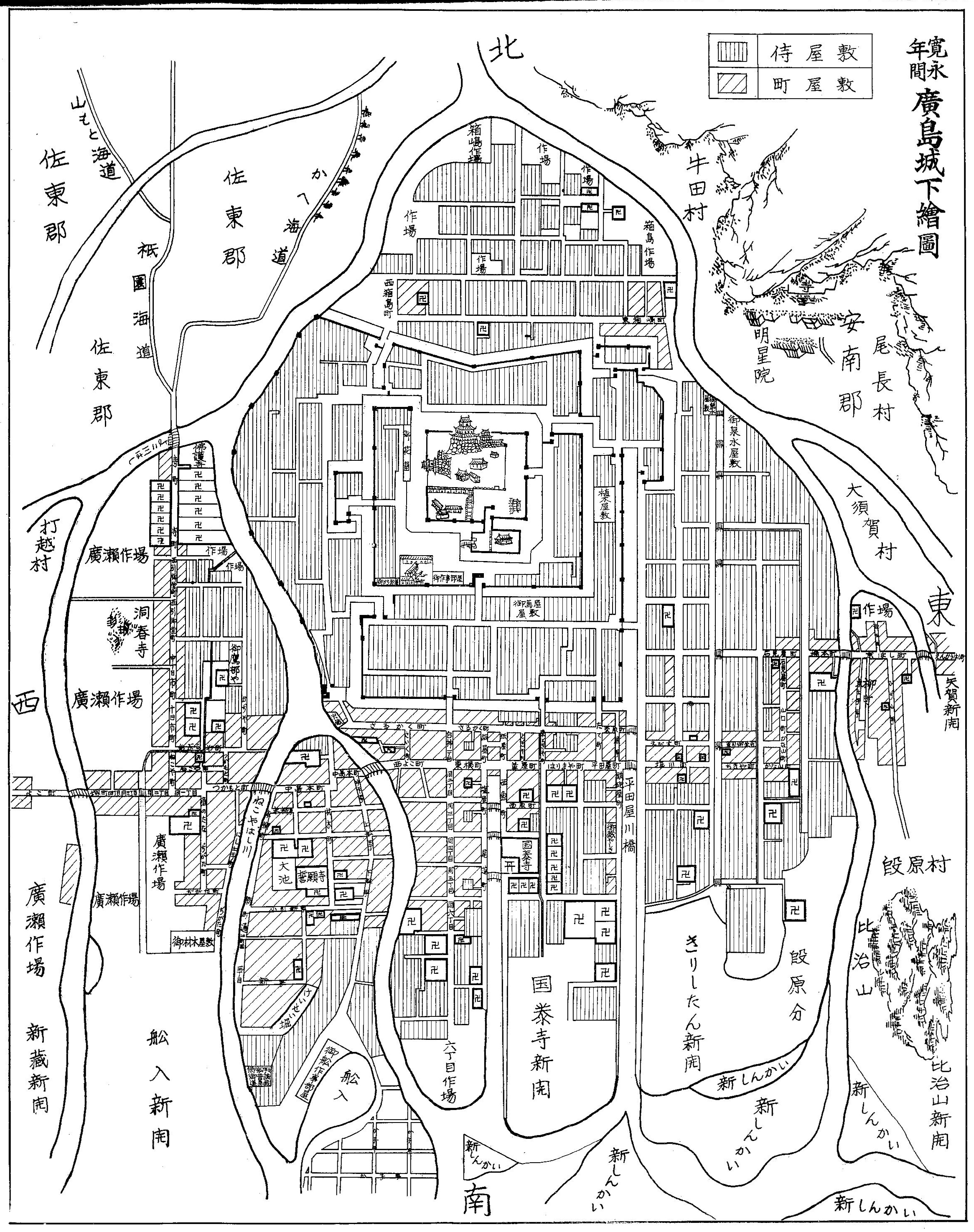
寛永年間広島城下絵図。天守や櫓の位置は不正確であるが、町並は正確に描かれている。
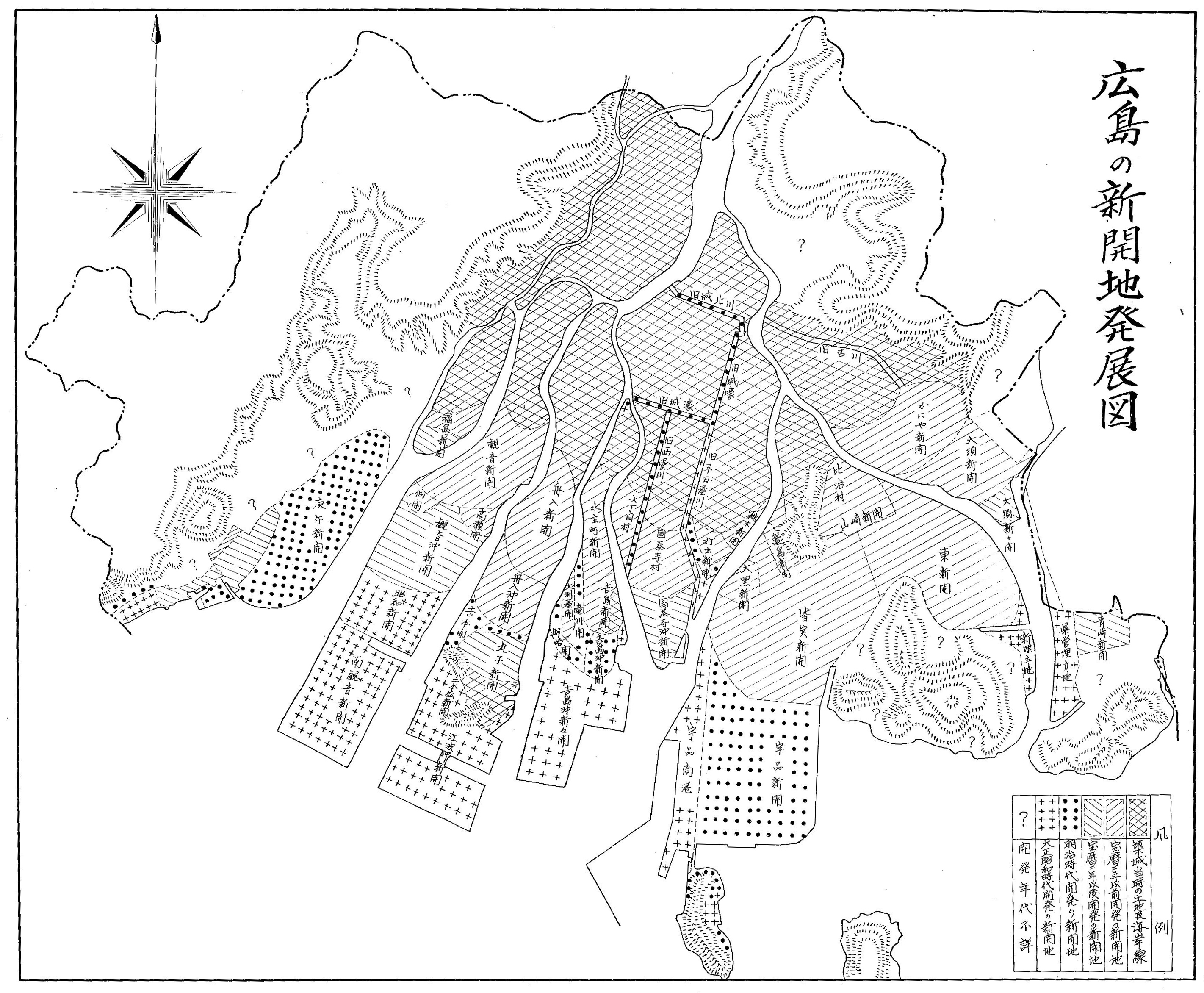
広島の新開地発展図。築城から昭和初期までの土地開発遍歴が記載されている。

### 近代

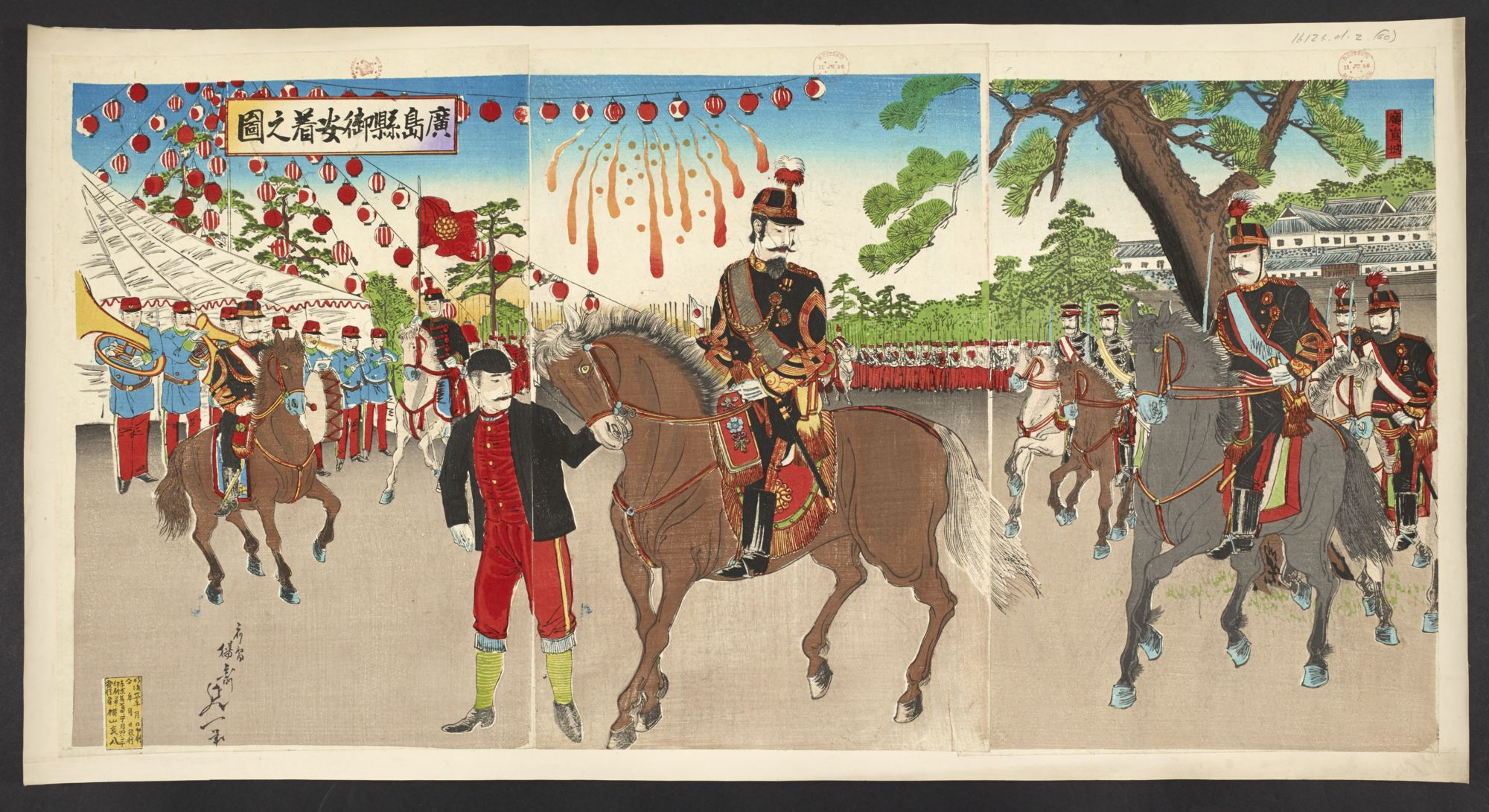
楊斎延一『広島県御安着之図』。中央が明治天皇、右に広島城。

1871年（明治4年）7月14日、廃藩置県。浅野氏による藩政体制は終りをつげ広島県が発足し、本丸に広島県庁舎が設置された。同年12月、本丸に鎮西鎮台（のちの熊本鎮台）第一分営が置かれると県庁舎は三の丸に移転した。1873年（明治6年）1月、広島鎮台が正式に発足し、以降広島城には大日本帝国陸軍の施設が建てられるようになる。1873年（明治6年）3月、三の丸に兵営が置かれる と、県庁舎は国泰寺へ移っていった。1875年（明治8年）4月歩兵第11連隊設置、同年6月西練兵場設置。一方で解体や火事により江戸時代の建物は失われており、特に1874年（明治7年）本丸および二の丸で起こった火災では、本丸御殿が全焼した。
1887年（明治20年）、広島の開基地ということから、旧城廓内であるこの地を正式に「基町」と名付けられたと言われている。
1888年（明治21年）5月、広島鎮台は第五師団に改編されると本格的に軍としての機能を拡大させ、広島市は軍都として近代都市へと発展していった。当時は基町全域が軍用地であった。
1894年（明治27年）7月、日清戦争が勃発すると城内に広島大本営が設置される（設置理由など詳細は広島大本営を参照）。同年9月15日から1895年（明治28年）4月27日まで明治天皇は広島に行幸した。これに伴い第7回帝国議会も広島で召集され、短期間ながら臨時首都として機能した。なお、大本営解散の後は「史蹟明治二十七八年戦役広島大本営」として保存されていた。当時、従軍記者として訪れた正岡子規は1句残している。
1897年（明治30年）4月、広島陸軍地方幼年学校（のちの広島陸軍幼年学校）が城内に設置される。
日清戦争および日露戦争以降、広島市は爆発的に人口増加していき、その中で広島城の堀の悪臭が目立つようになる。そこで明治40年代になると市により外堀や城下町時代の運河として使われていた西塔川や平田屋川の埋め立てが始まり、1911年（明治44年）11月外堀埋立完了、1912年（大正元年）西塔川埋立完了、1915年（大正4年）平田屋川埋立（減幅して溝に）完了した。その埋め立てられた土地には、1912年から1918年（大正7年）にかけて道路（相生通りや鯉城通り）や広島電気軌道（広島電鉄本線・広島電鉄宇品線・広島電鉄白島線）が整備されると、旧外堀の一部は繁華街となっていった。
その中で広島城の歴史的価値を見出され、1926年（大正15年）10月大本営跡が史跡指定。それまで軍の敷地であったことから立入禁止だったが1928年（昭和3年）天守の一般開放が開始されている。1931年（昭和6年）1月天守が国宝保存法の国宝（旧国宝）に指定され 1934年 (昭和9年) に建造物の昭和実測図も作成される。

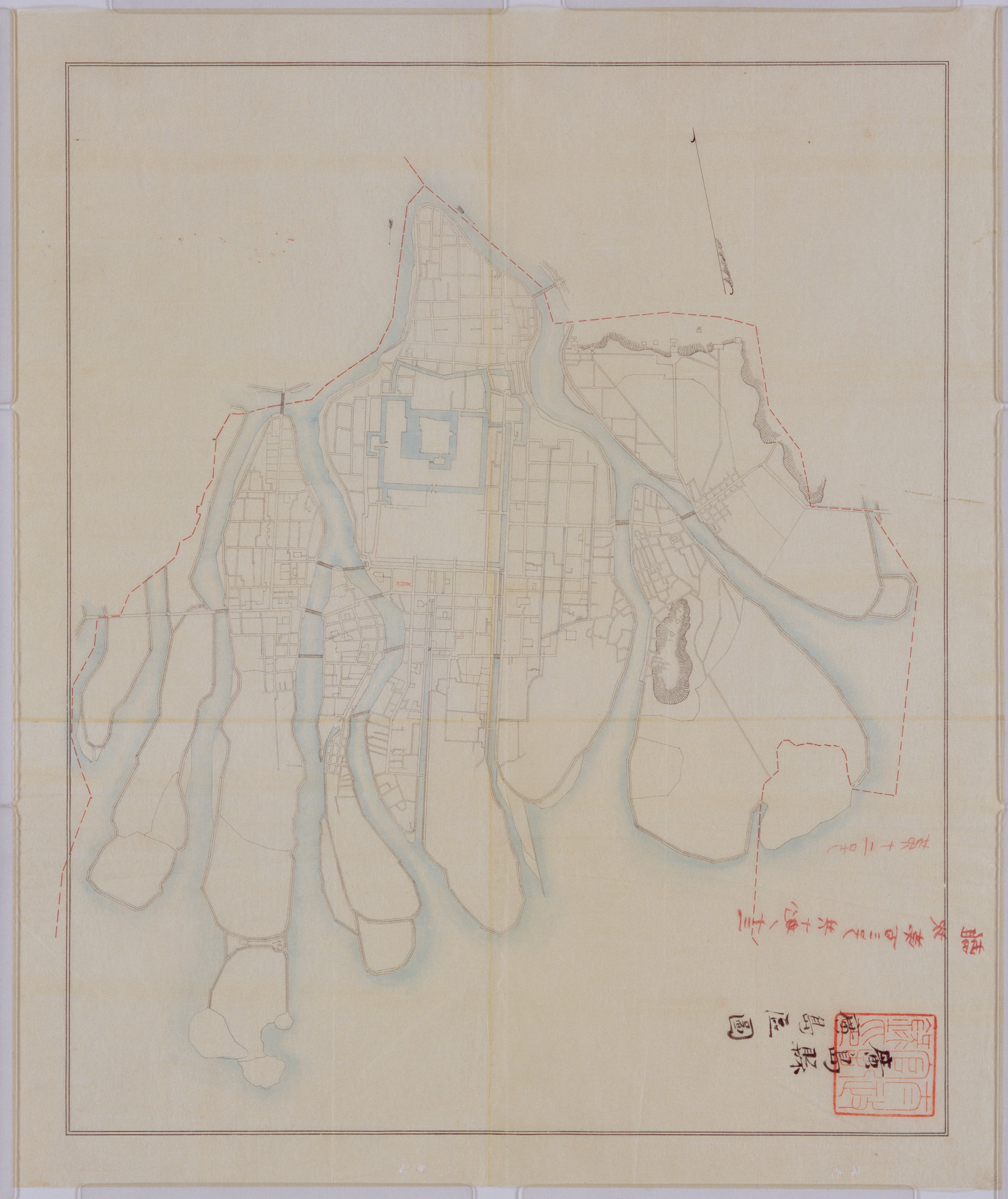
1880年（明治13年）の広島市地図。鎮台が置かれた直後であり、江戸時代からの町割・堀がそのまま記載されている。
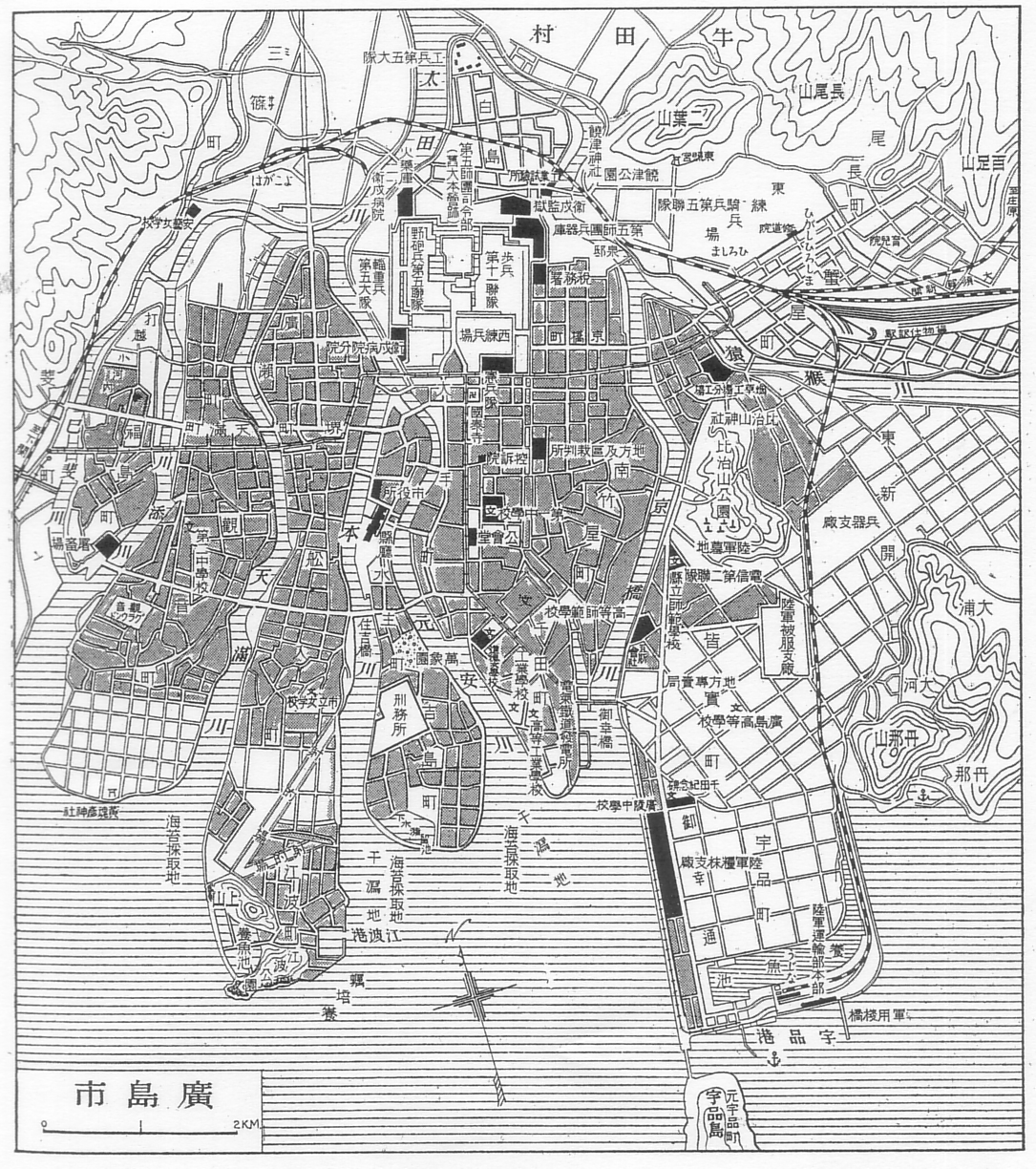
1930年頃（昭和初頭）の廣島市の地図。広島城は中央やや上にあり、周辺も含めて日本軍の施設が集中した。
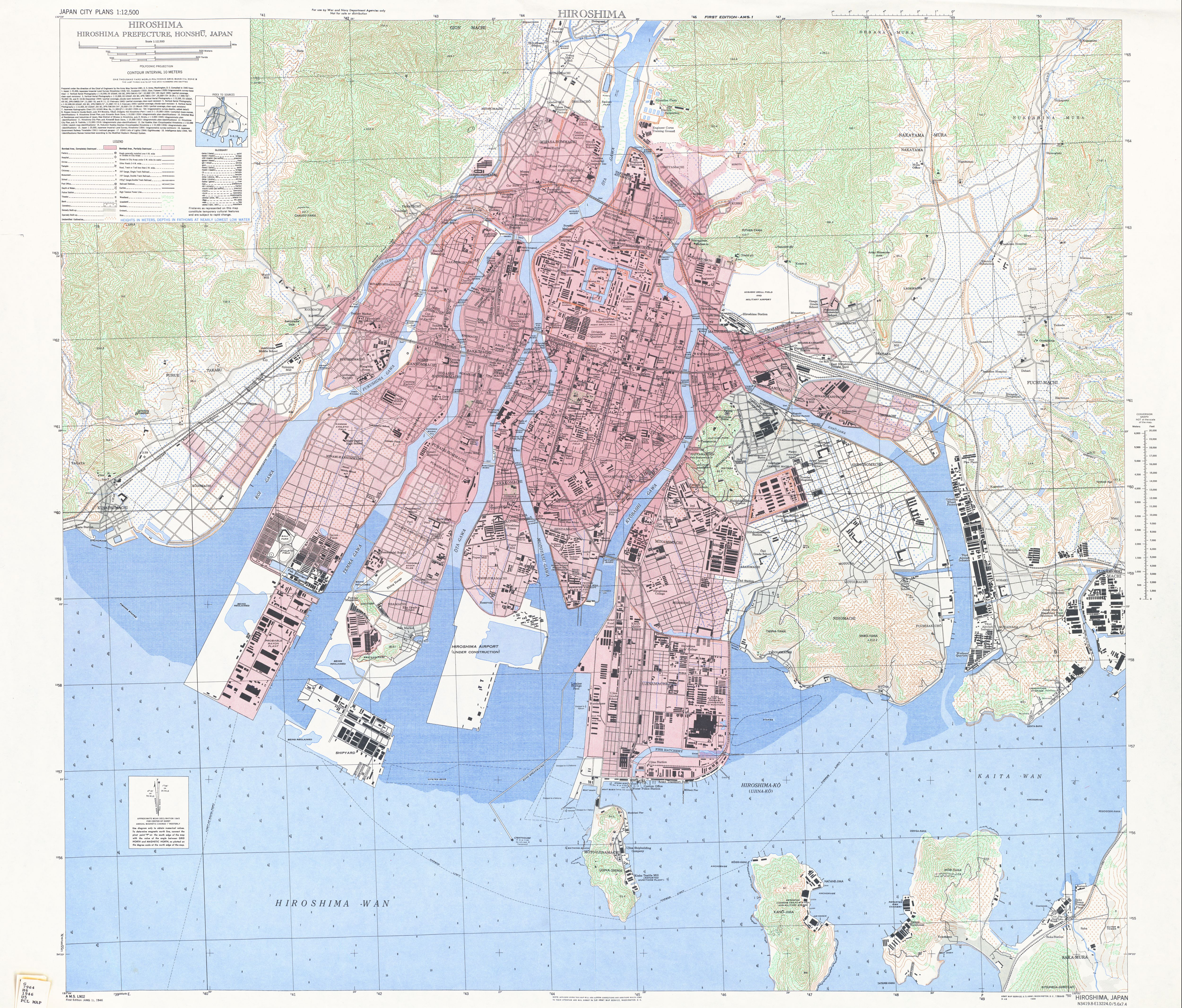
1945年の広島市地図。米軍作成。この時点では外堀は消え、中堀も一部を除きほぼ消滅しているとわかる。

### 太平洋戦争末期

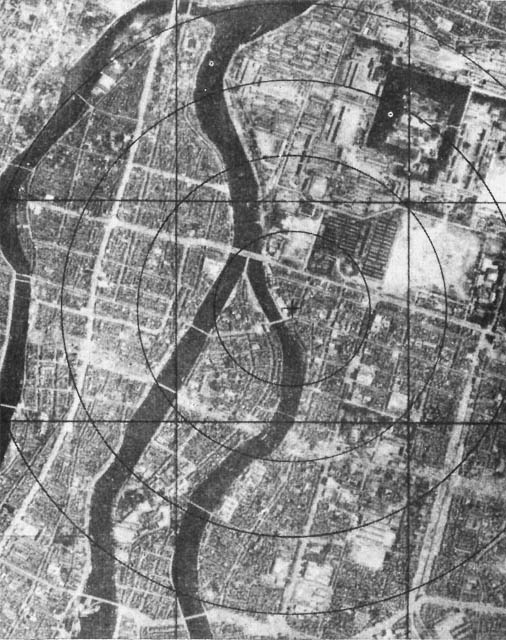
被爆前の市内中心部。同心円の中心が爆心地。右上の矩形が広島城。
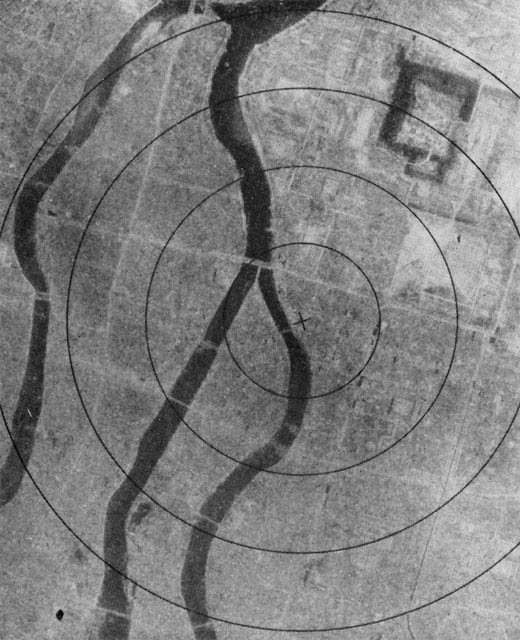
被爆後。

太平洋戦争末期には本土決戦に備え、1945年（昭和20年）4月第二総軍司令部が二葉山麓の東練兵場そばにあった元騎兵第五連隊兵舎に置かれた。さらに同年6月には広島師管区司令部が中国軍管区司令部に改編され、本丸に司令部を置き、本丸の南端で内堀の石垣に沿ってシェルター化した防空作戦室（現在の中国軍管区司令部跡）を建設した。
また太平洋戦争末期まで、天守、東走櫓、裏御門の一部、中御門、表御門、二の丸の平櫓、多聞櫓、太鼓櫓など、江戸時代からの建物が残っていた。ただこれらの施設には軍の重要書類が多数積み込まれていた。市内には高いビルが建設されていたが、まだこの当時は天守を市内のどこからでも見ることができた。また軍施設ということから一般人の立ち入りは許可されていなかった が、司令部では学徒動員で比治山高等女学校(現比治山女子高校)生徒が働き、臨時ニュースを放送するときのためにNHK広島放送局アナウンサーが待機していた。
1945年（昭和20年）8月6日午前8時15分、アメリカ軍による広島市への原子爆弾投下。軍事施設が集中していたことから、破壊目標となった。ここは爆心地からほぼ1キロメートル離れたところに位置した。
建物が爆風により一瞬にして倒壊、火災により焼失している。なお天守は爆風や火災によるものではなく、自壊している（下記天守の項を参照）。樹木は、根こそぎ引きぬかれたものや、真ん中から裂けたり折れたりしたものが多数だった。兵士は食事中あるいは朝礼最中の事で、彼らは軽々と吹き飛び、あるものは即死、またあるものは倒壊した建物により圧死した。生き残ったものはほぼ北へ逃げている。中国軍管区司令官藤井洋治陸軍中将は西練兵場南西端にあった庁舎で被爆しそこで死んでいる。当時ここ一帯には約1万人の兵士がいたが、建物と共にすべての部隊は壊滅した。
唯一倒壊せず原型をとどめていた建物が防空作戦室だった。ここから被爆の第一報を通信している（詳細は中国軍管区司令部跡および広島市への原子爆弾投下#第一報 8月6日参照）。
火災が収まると、逃げ切れなかったものを手当てするため城内に臨時救護所が設けられたが、薬品不足など十分な医療行為が行えない事情から、そのまま死んでいくものも多かった。
翌8月7日、松村秀逸中国軍管区参謀長による指揮の下、防空作戦室前にテントを設け、軍の再建を図ることになった。8月15日終戦。8月16日、停戦および復員命令が下され、9月から11月にかけて各部隊は解散した。中国軍管区は11月末に一旦解散後、第一復員省中国復員監理部として再編された。

### 現代

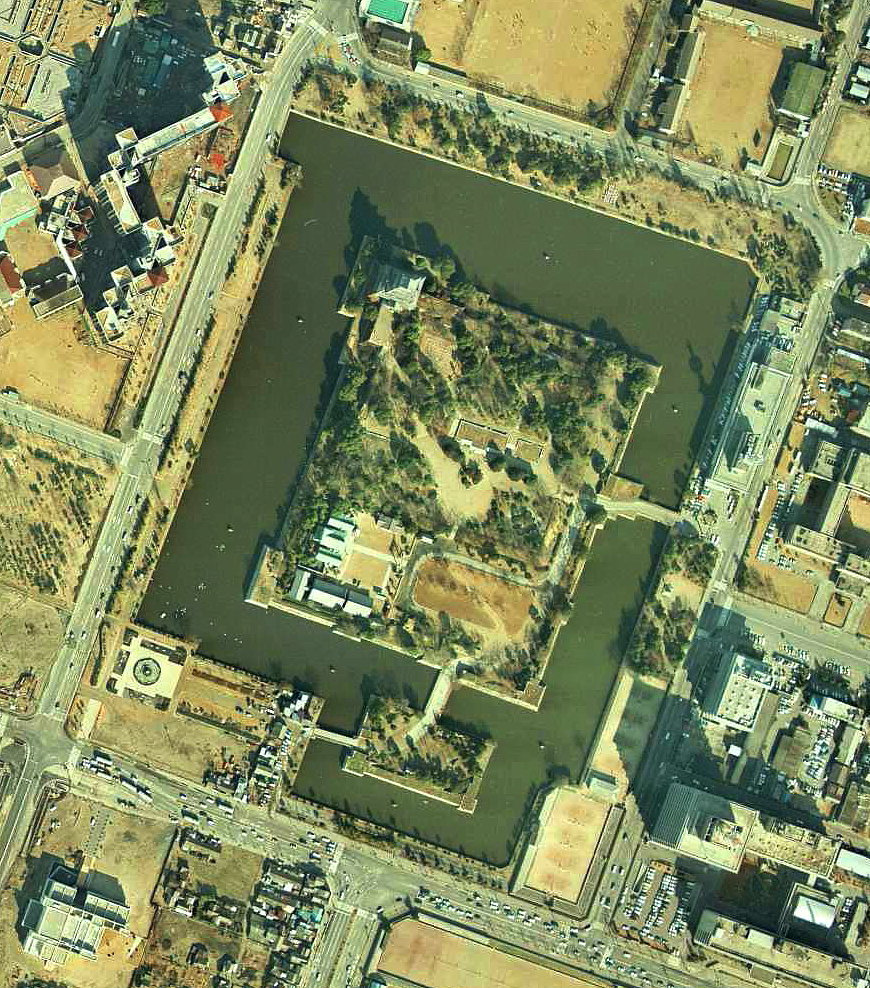
1975年1月。門や櫓がなく、まだ植樹も少ないとわかる。周辺は再開発しているが、南側の一部にバラックと思われる建物が乱立してるのも見える。

戦後、西練兵場で中国からの引揚者が開墾し始めた。1948年（昭和23年）になるとそこに市営の住居が建っており、1949年（昭和24年）には川沿いにバラックが建ち始め、後に原爆スラムが形成される。官公庁の庁舎も建ち始め、広島児童文化会館建設が決まるなど、周囲は再開発されていった。
ただ、本丸および二の丸は用途の決まらないまま放置され、草むらと化していた。市民の中では当初、内堀を埋め立て平地にし再開発を唱えるものもいた。平和運動の一環として長田新旧制広島文理大学教授を中心に、本丸に自由の女神のレプリカを建てる運動も起こった。市や市議会は大本営跡を原爆記念保存物に選ぶなど被爆により荒廃した広島で新たな観光の目玉を欲していた ことから天守再建を望んだが、文化財関係者は被爆により廃墟になった現状こそ価値があると再建反対に回った。なお、被爆数年後の本丸の映像は1952年公開の新藤兼人監督『原爆の子』で見ることが出来る。
1951年（昭和26年）、広島国体にあわせて木造仮設天守が作られた（#2代目（仮設））。地元紙中国新聞は以下の報道をしている。
国体終了後に解体されたが、後の天守再建の機運へとつながった。
1953年（昭和28年）3月31日、城跡が国の史跡に指定されると天守再建の機運が高まった。戦後の高度経済成長の中で、1958年（昭和33年）市制70周年を迎えるにあたり広島復興大博覧会開催が決まり、広島平和記念資料館開館と共に博覧会の目玉として天守再建が決定した。これには渡辺忠雄市長と市側の復元への強い想いが大きく作用した。1957年（昭和32年）10月20日着工、翌1958年3月26日竣工。同年6月1日、広島城郷土館（現在の博物館）が開館した。また、この時期に広島護国神社が本丸に移転再建し、中堀も埋め立てられ 内堀だけとなった。
築城400周年・市制100周年を迎えたことにより改修を行い、1989年（平成元年）から1994年（平成6年）にかけて、二の丸の復元や堀の浄化作業が行われ、博物館も展示内容を見なおされている。
2006年（平成18年）4月6日、日本100名城（73番）に選定された。
再建天守の老朽化などを理由に2026年（令和8年）３月に天守が閉城する。専門家委員会により木造再建が検討されているが、解体・改修等は2025年（令和7年）7月時点では決定していない。

## 構造

### 縄張
藩政時代の広島城は、福島正則が輪郭式平城として整備したものであり、内堀・中堀・外堀のある約1キロメートル四方の、広さ約90万平方メートルの規模があった。広島城を中心とした絵地図では東西南北を基準に整備されている様に書かれているが、上記空中写真および左絵地図の東西南北表記でも分かるとおり実際には約18度時計回り方向に傾いている。その理由について書かれた文献はなく、当時の本川（旧太田川）と京橋川そして城北川（下記島普請参照）に囲まれていた地形的制約から配置が決まったものと推定されている。
『広島藩御覚書帖』によるそれぞれの曲輪の規模は以下のとおり（間および町は尺貫法単位）。
|               | 尺貫法                                       | メートル法換算           |
| ------------- | -------------------------------------------- | ------------------------ |
| 本丸          | 東西95間×南北120間                           | 173m×218m                |
| 二の丸        | 東西43間×南北25間                            | 78m×45m                  |
| 三の丸        | 東面250間 , 西面270間 , 南面285間            | 455m , 491m , 518m       |
| 外郭 （大手） | 東面8町30間 , 西面12町 南面6町 , 北面6町30間 | 927m , 1309m 655m , 709m |

二の丸は「馬出」と呼ばれる曲輪で、広島城の特徴の一つである。毛利氏による築城当初は存在せず後の改修により造られたもので、1598年（慶長3年）から1600年（慶長5年）の間に造られたと考えられている。外堀は、南端が今の相生通り、北端はほぼ城北通り、東端が白島通りの1本西側の道路の更に内側の敷地にあたり、北側の一部が白島通りに一致し、本川を西側の外堀と位置づけていた。また正則は、ここより西の大名（主に周防長門へ転封した毛利氏）からの攻撃を想定し、特に西側を増強している。それは本川沿いの櫓数や西側の馬出で窺い知る事ができる。更に本川を挟んだ西側には城の防衛目的（安芸門徒に対して）で町割りに本願寺広島別院などの寺を集中させ寺町を作っている。現在、現存する縄張は本丸と二の丸の石垣、堀で有る。

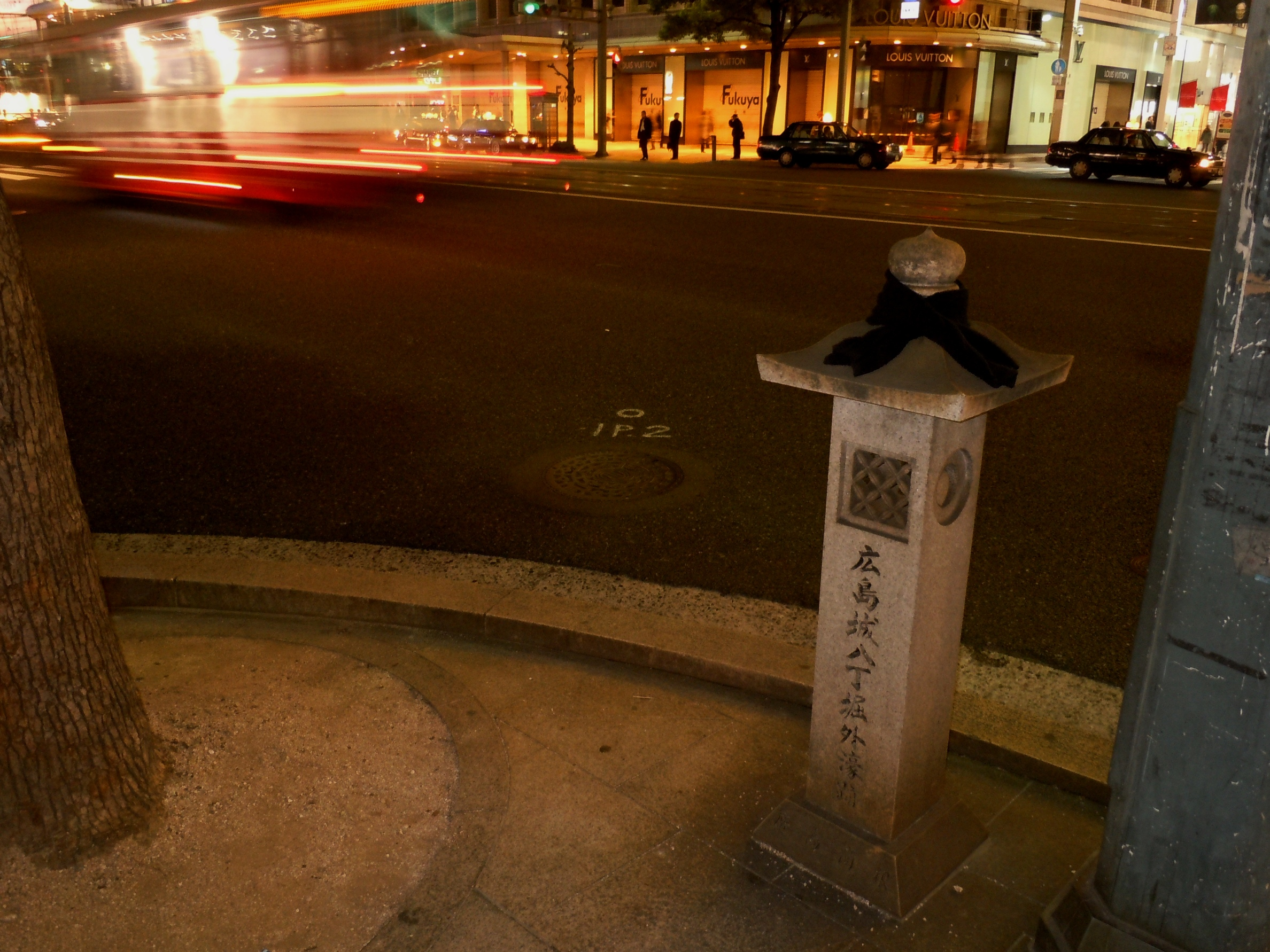
八丁堀西交差点にある「広島城八丁堀外濠跡」石碑

広島市には城が由来の地名が残っている。「八丁堀」「薬研堀」などの地名は堀があった名残である。八丁堀の「京口門」バス停留所は、城から東方向（京都）へ向かう門があった場所にある。本通りは毛利氏による城下町整備の際にできた通りである。大手町通り北端、現在の紙屋町西交差点あたりに大手門があった。
鬼門にあたる二葉山には藩主の加護により多くの神社仏閣が建てられ、明星院（輝元の生母妙寿院の位牌所）、広島東照宮や饒津神社、尾長天満宮・國前寺（以上浅野氏関連）、などが置かれた。上記の通り地形的制約から縄張が決まったと推定されていることから四神相応は曖昧で、裏鬼門を己斐松山（旭山神社）や厳島（厳島神社）など諸説唱えるものがいる。なお天守正面から見て似島の安芸小富士がやや左手に見えていた。

### 島普請
島普請とは、現在で言う地盤改良と堀の浚渫、築堤工事のことを指す。
当地は太田川下流域三角州の低地にあり、低湿地帯の砂地上に城を築くために「千本杭」と呼ばれる木杭を砂地盤に打ち込んだ上に基礎を築いた工法 が採用されたと伝えられてきた。ただ近年の発掘ではその証拠が見つかっておらず、それ以前の毛利元就時代の弘治元年（1555年）2月には山県就相宛の書状で現在の広島の地に堤が作られていた事から、実際に島普請が行われたかについて否定的な意見を唱えるほうが主流となりつつあるく。ちなみにこの千本杭は厳島神社大鳥居の基礎に用いられている。
北側の外堀がその他の外堀と違って蛇行しているのは川をせき止めて整備された ためである。毛利輝元による築城当時その川は「城北川」と呼ばれており、城の北側にあたる現在の白島地区は築城以前は「箱島」と呼ばれる島（中州）であった。毛利氏の次に入城した福島正則は、城北川が洪水で氾濫した場合、城下に深刻な被害を与えると判断し、治水対策も含めて川を外堀として再整備し、東側は完全にせき止め西側は堀の取水口として樋門を設けた、とされている。ちなみに福島氏の次の広島藩主である浅野長晟は入城翌年となる元和6年（1620年）、城北川東側のせき止めた地点つまり旧城北川と京橋川の合流点付近に
「縮景園」を造園している。
浅野氏が支配した250年間で洪水にたびたび悩まされており、洪水被害やそれを修復した記録が多数残っている。その対策として、河川の堤防を高くしたり、川水の流れを抑制する石垣の設置、水害防御目的で植林したり、川の浚渫を行っている。その中でも特異な政策として、当時中国山地でたたら製鉄が盛んであったが、堀が埋まるのを防ぐためとして寛永5年（1628年）のお触れで、太田川流域での鉄穴流しが一切禁止となった。また寛永9年（1632年）には堤防取締令を発布し、堤防に穴を開けたり、石垣の石を抜き取る行為を禁止した。
戦前から同地に建っている福屋八丁堀本店本館は、相生通りに面して平行ではなく少しズレた状況で建っている。これは外堀を埋め立てた際に整備された当時の相生通りに対して平行に建てられたためで、戦後に相生通りを整備した際にズレる形となった。つまり福屋本館は広島城の外堀に対して平行に建っていることになる。

### 天守

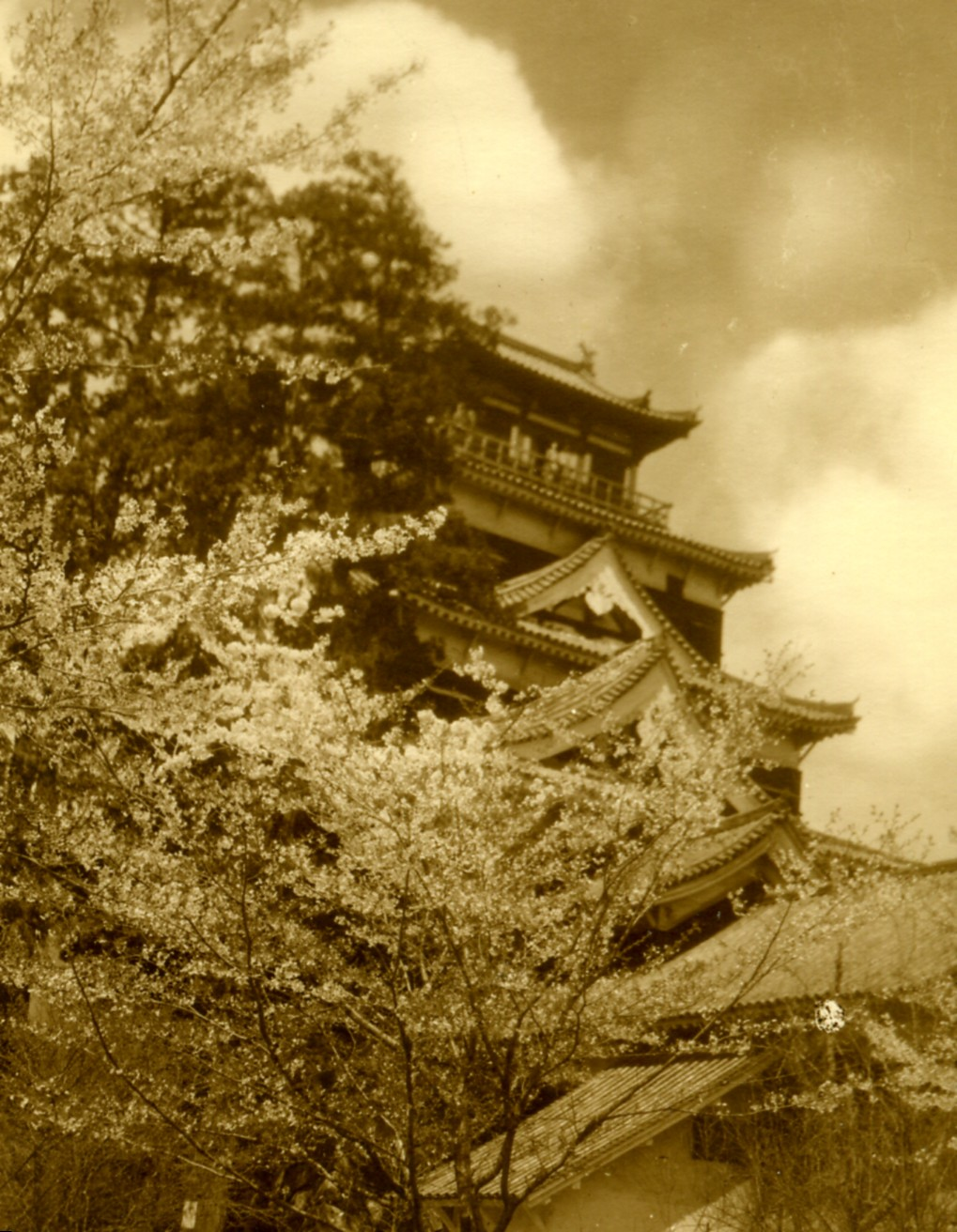
被爆数年前の広島城大天守。

#### 初代
1592年（文禄元年）4月、文禄の役に参加した常陸佐竹氏家臣の平塚滝俊は、佐竹軍が名護屋城に向かう際に通過した広島にて広島城の天守や石垣を見て「見事なること申すに及ばず候」と書簡に残していることから、天守はこの年以前に建てられたものと考えられている。また、聚楽第にも劣らないと述べているが、ただし平塚はつぶさな城内見物や天守内部見学を行ったわけではないので、構築状況などもあくまで外観観察者としての印象である。同時に平塚は石垣と天守について「見事成事」としているが、城下町については「半途」と記している。この文献が2012年に発見されたことで、同時期に文禄の役を指揮するため名護屋城へ向かう途中で立ち寄った豊臣秀吉が、この天守に登って見物したとする記録が追認されたとされる。ただし秀吉は「御殿」に入ったことと、内外を見物したことが記録されているだけであり、この「御殿」を天守とするか、いわゆる居住区画としての御殿とするかについては断定できない。
天守の形式は連結式と呼ばれるものの内、特に複連結式と呼称される「五重の大天守から渡櫓で南と東に2つの三重小天守を連結する」構造であった。大天守の高さは『広島藩御覚書帖』によると、17間6尺（約32.7メートル）あった。望楼型で黒漆塗りの下見板が張られた壁面は豊臣秀吉の大坂城天守を模した ともいわれ、屋根には金箔押の軒瓦や鬼瓦（金箔瓦）が葺かれていた。その一方で、内部は天井も張られずに丸太の梁が剥き出しであった。藩政時代において天守はほぼ物置として使われており、築城から江戸時代の間この城自体は戦場にはなっておらず、戦中は旧陸軍の重要書類が多数積み込まれていた ことから、終始倉庫として利用されていたことになる。
1873年（明治6年）以降、経緯は定かではないが小天守は撤去され、天守群は大天守と付属する一部の渡り櫓が残った。1958年現在の大天守入口前広場が南の小天守と渡櫓の跡にあたり、東の小天守台には基礎が残っている。1931年（昭和6年）、他の現存する建造物とともに国宝保存法の国宝（旧国宝）に指定されていたが、1945年（昭和20年）のアメリカ軍による原子爆弾投下の影響によって倒壊した。爆心地からの距離は直線距離で約980メートルの地点にあたる。
倒壊の様子について、原子爆弾投下の際には、爆発時の熱線に耐えたものの、その直後の爆風による衝撃波と圧力により下部2層が上部の重さに耐えきれず倒壊、間もなく上部3層も崩落し、大量の建材が天守台や北東の堀に散乱した、という仮説が2010年に出された。この仮説は写真や目撃証言をもとに出されたが、広島城三の丸歴史館（2026年開館予定）の展示計画において1/75模型が制作されることになり、その制作のために改めて高精細画像データによる再検証が行われた。それによると、1.天守南側が猛烈な圧力を受けたことは確かであるが、実際には衝撃波通過後の気圧低下による吹き戻しや石垣や地面からの反射波など複雑な圧力が多方向にかかっていたとみられること、2.主に壁面や屋根など部位によっては木端微塵に吹き飛ばされたとみられる箇所が存在すること、3.上層は傾きつつ倒れたというより原形のまま建物の重心を北側に移動するように崩落したとみられるとの指摘が出されている。
天守は倒壊後もしばらくそのまま放置されていた。建材のその後に関しては定かではないが、生活に困窮した市民が使用したという証言がある ほか、被爆者を救済するため、瀬戸内海の製塩業者に建材と塩を広島市が交換した ともいう。このことは広島原爆戦災誌など市の公式資料には一切記されていない。

#### 2代目（仮設）
1951年（昭和26年）、広島国体開催に合わせて仮設の木造模擬天守が建てられた。
天守を博物館として利用し始めたのはこの頃からである。夜はライトアップされ、アトラクションとして天守の周りを「スイッチバック・レールウェイ（木製のジェットコースター）」が設置された。竣工時期は不明である。大型台風のルース台風にも耐えたが、国体終了と共に取り壊された。

#### 3代目（現在）
| 天守   | 第五層 | 7.2m  | 26.6m | 39.0m | 木造  |
| 天守   | 第四層 | 5.7m  | 26.6m | 39.0m | SRC造 |
| 天守   | 第三層 | 5.0m  | 26.6m | 39.0m | SRC造 |
| 天守   | 第二層 | 4.9m  | 26.6m | 39.0m | SRC造 |
| 天守   | 第一層 | 3.8m  | 26.6m | 39.0m | SRC造 |
| 天守台 | 天守台 | 12.4m | 12.4m | 39.0m | 石造  |

現在の大天守は1958年（昭和33年）に「広島復興大博覧会」が開催された際、外観復元された。各階層の高さは右表のとおり（単位はメートル）。工期は5ヶ月。総事業費約3,600万円。施工は藤田組（現フジタ）。外観の仕上げは宮大工が務めた。再建するにあたり、以下の方針がとられた。
- 初代天守を忠実に再現する。
- 最上階で市内を展望できるようにする。
- 博物館として利用する。

火災対策のため、木造からSRC造に変更している。自重増加のため天守台を補強することになりモルタルグラウトにより栗石を固めた。瓦を復元する際には、堀に沈んだものを探したり、古い広島城のものを新聞紙面上で募集するなどしている。
最上階のみを木造での復元としたり、懸魚の形状を古写真に基づくものではなく創建当初のものを想定するなど初代天守の忠実復元を試みていた一方で、窓の意匠について本来、突上窓であるものを、連子窓（格子窓）として復元したり、南廊下の1階・2階に窓を新たに開けるなど、戦災以前の外観とは異なる部分が指摘されている。
2021年12月10日、広島市は市議会の一般質問で、天守で展示している武具等の資料を三の丸に移す方針を示した。天守については老朽化が進んで耐震性を満たしていないため、2026年3月22日で閉館し、天守内の刀剣や鎧などの展示品は三の丸に新たに整備する歴史館に移す方針である。天守の展示施設閉館後は安全面を考慮して来訪者は天守に入ることができなくなるが、外観は当面維持するとしている（後述の木造天守の復元計画がある）。

#### 木造天守の復元計画
広島市の木造復元の計画は1989年（平成元年）にあり、「広島城跡保存管理計画書」と「広島城跡整備基本計画書」の2冊の広島城跡の整備計画の計画書の中で示されていた。当時の復元整備計画では主に二の丸と本丸の第1期と第2期に分けられ、本丸で木造復元する城郭建造物としては、中御門、裏御門、天守閣・東走櫓・東小天守・南走櫓・南小天守等が挙げられ、特に天守閣・東走櫓・南走櫓については、文化庁所蔵に戦前の実測図と写真があるため、木造造りの精度の高い城郭建造物の復元が可能であると示され、復元事業の期限は1989年(平成元年)から始まり、主に二の丸の復元整備の第1期が計画から5年以内に行われ、二の丸の復元整備が完了した後から、最終目標として1958年（昭和33年）に鉄骨鉄筋コンクリートで再建された現在の天守閣の耐用年数に達するまでに、第2期として、主に本丸及び城跡外周部の復元整備を実施すると示されていた。第1期の二の丸の復元整備は1989年（平成元年）から1994年（平成6年）に木造復元が完了して終えたが、それ以後の第2期の木造復元整備の計画は現在に至るまで進んでおらず、止まったままであった。
再建後、60年以上経過している鉄骨鉄筋コンクリート構造の現天守は老朽化による、耐震性の問題があり、耐震診断調査の結果、震度6から7で倒壊する恐れがあるとされていた。その為、耐震対策が課題になっていて、広島市は天守を補強や木造で復元するのかの判断を迫られていた。2020年（令和2年）5月に市は31年前の「広島城跡整備基本計画」で示された方向性のうち取組が十分に行われていない事項(主に第2期の本丸の復元整備など)、優先的に推進すべき事項や詳細に示されていない事項に関する方向性を示すなど、今後の取組の基本的な指針として「広島城基本構想」を策定した。2021年(令和3年)3月16日に松井一実広島市長は市議会予算特別委員会で「木造復元を目指す本格的な調査、検討を進める」などと述べ木造で再建する方針を示したが、いまだ再建は決定していない。事業費は86億円と見込んでいる。

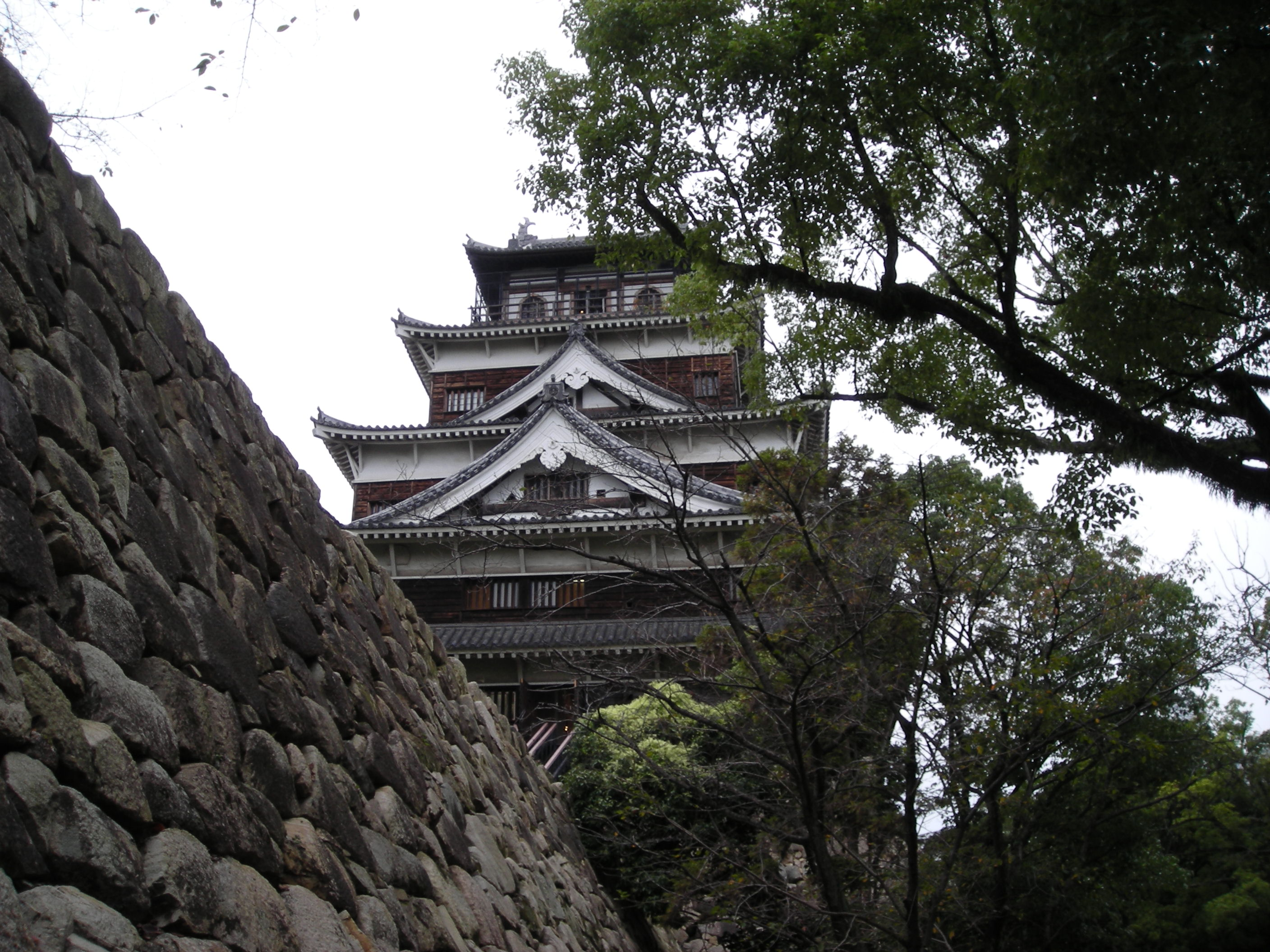
広島城天守東側
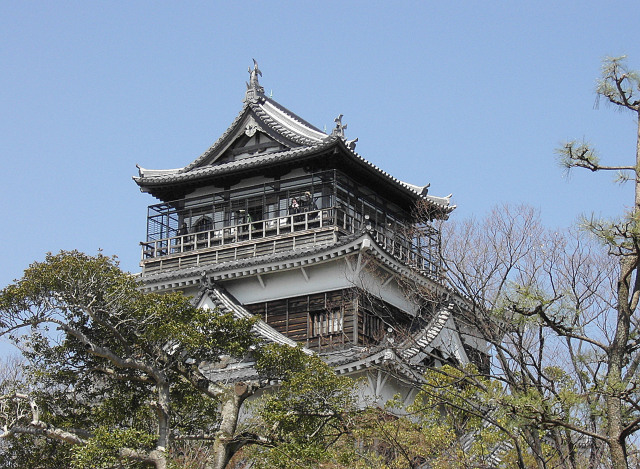
広島城天守 望楼部分
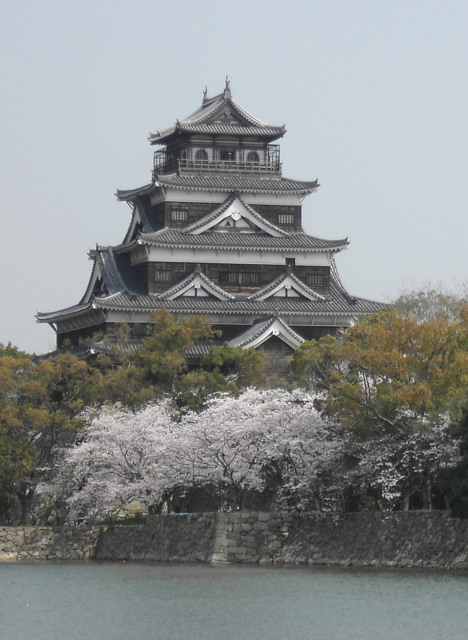
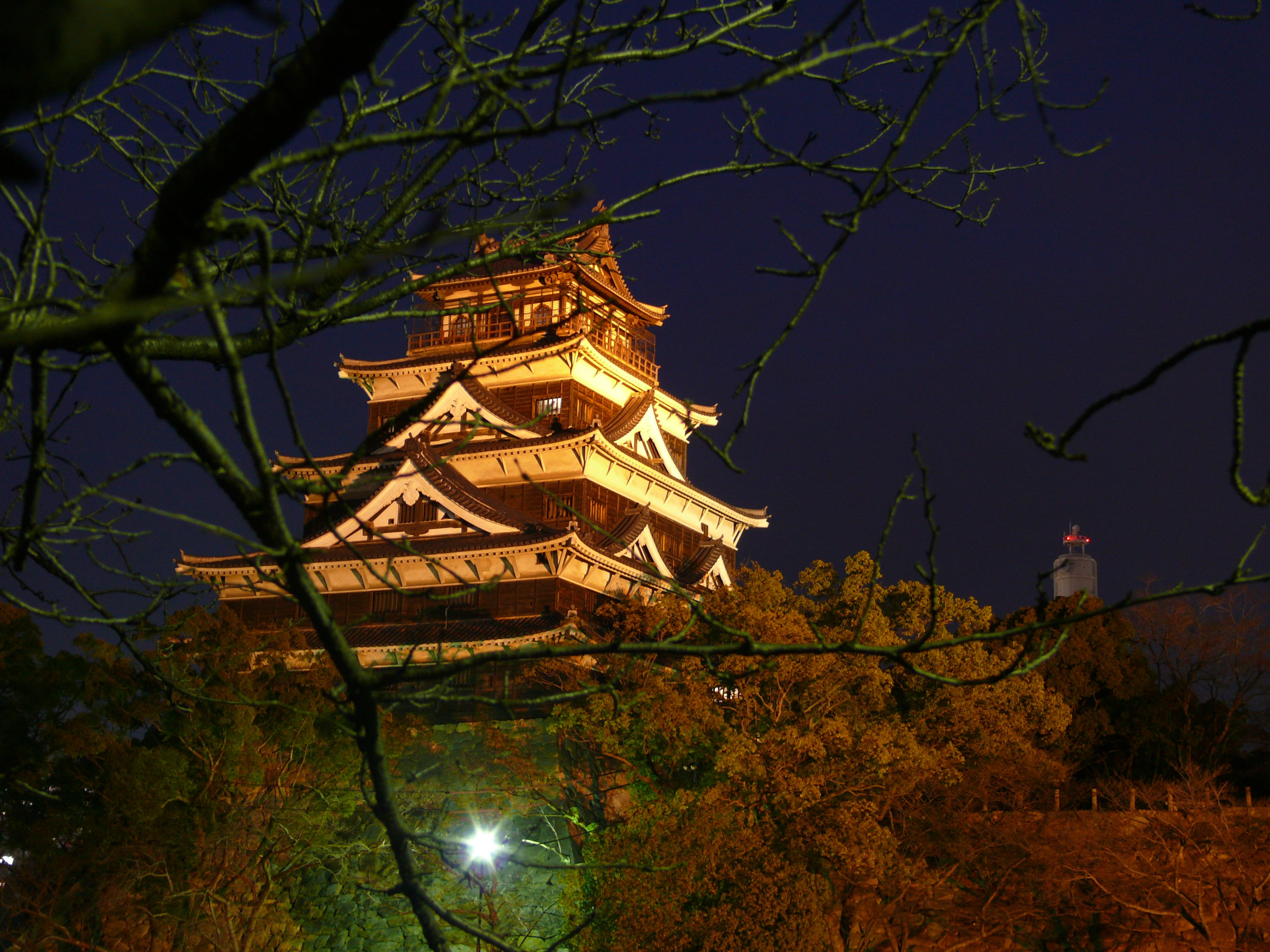
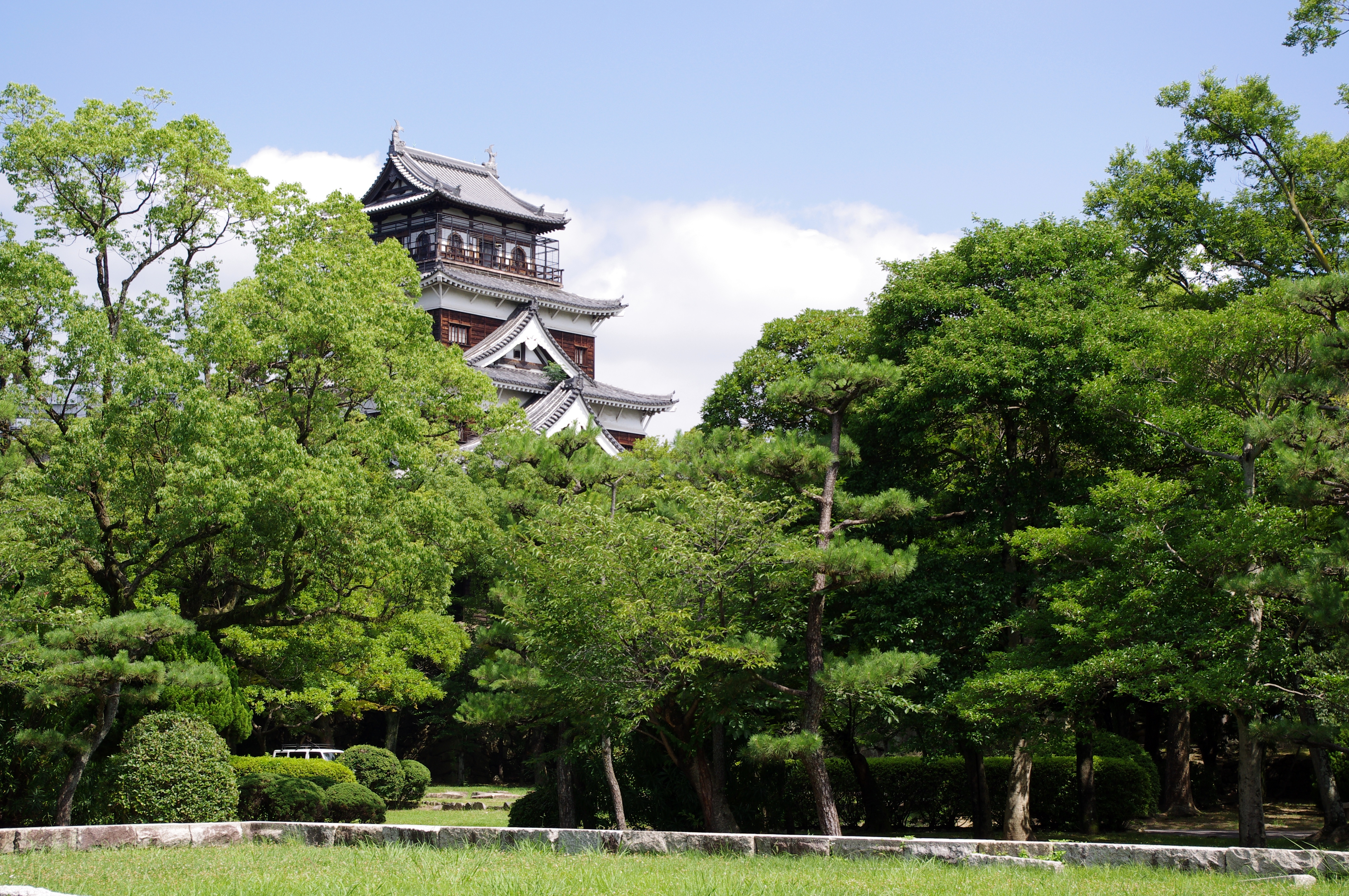
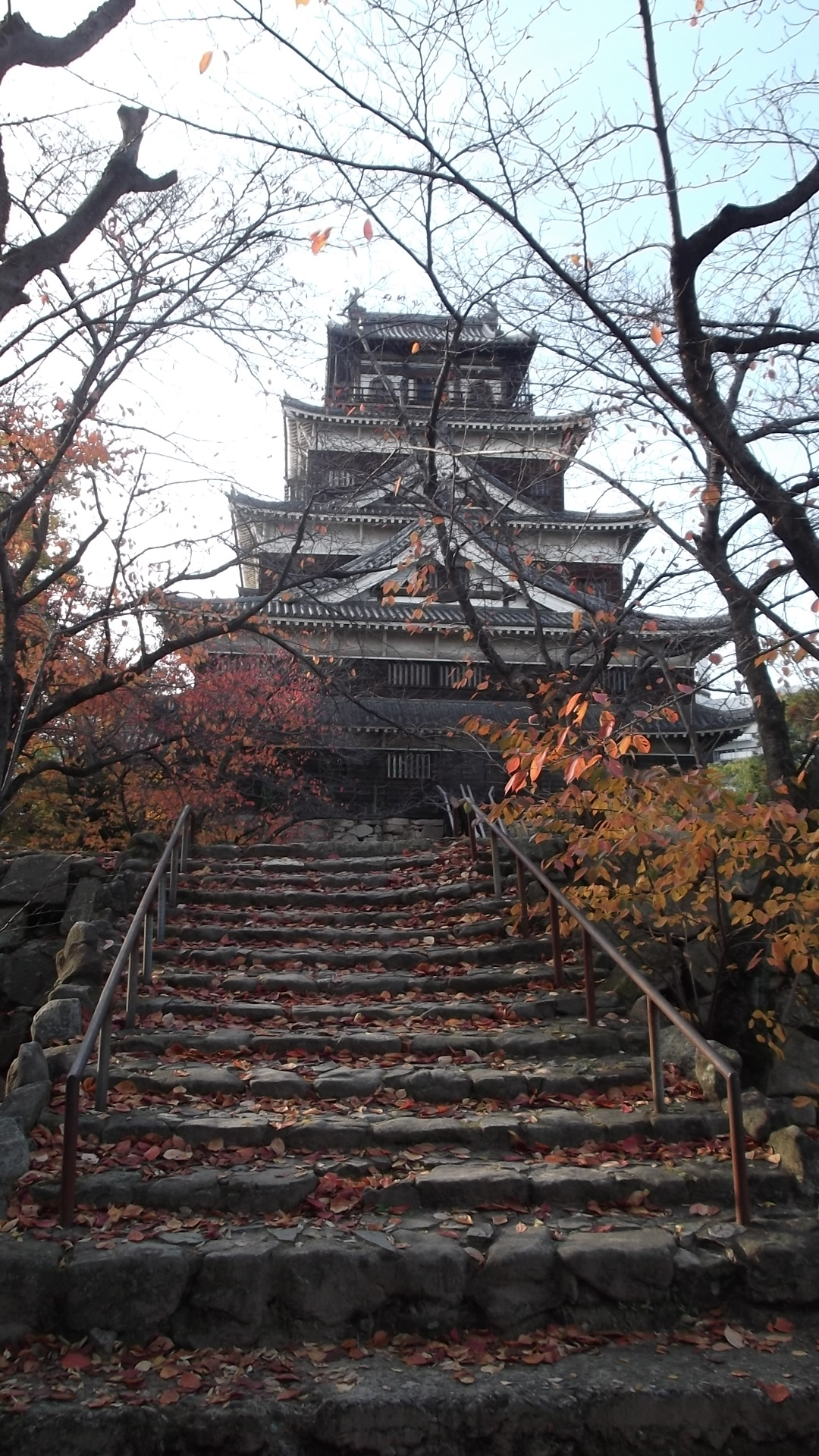
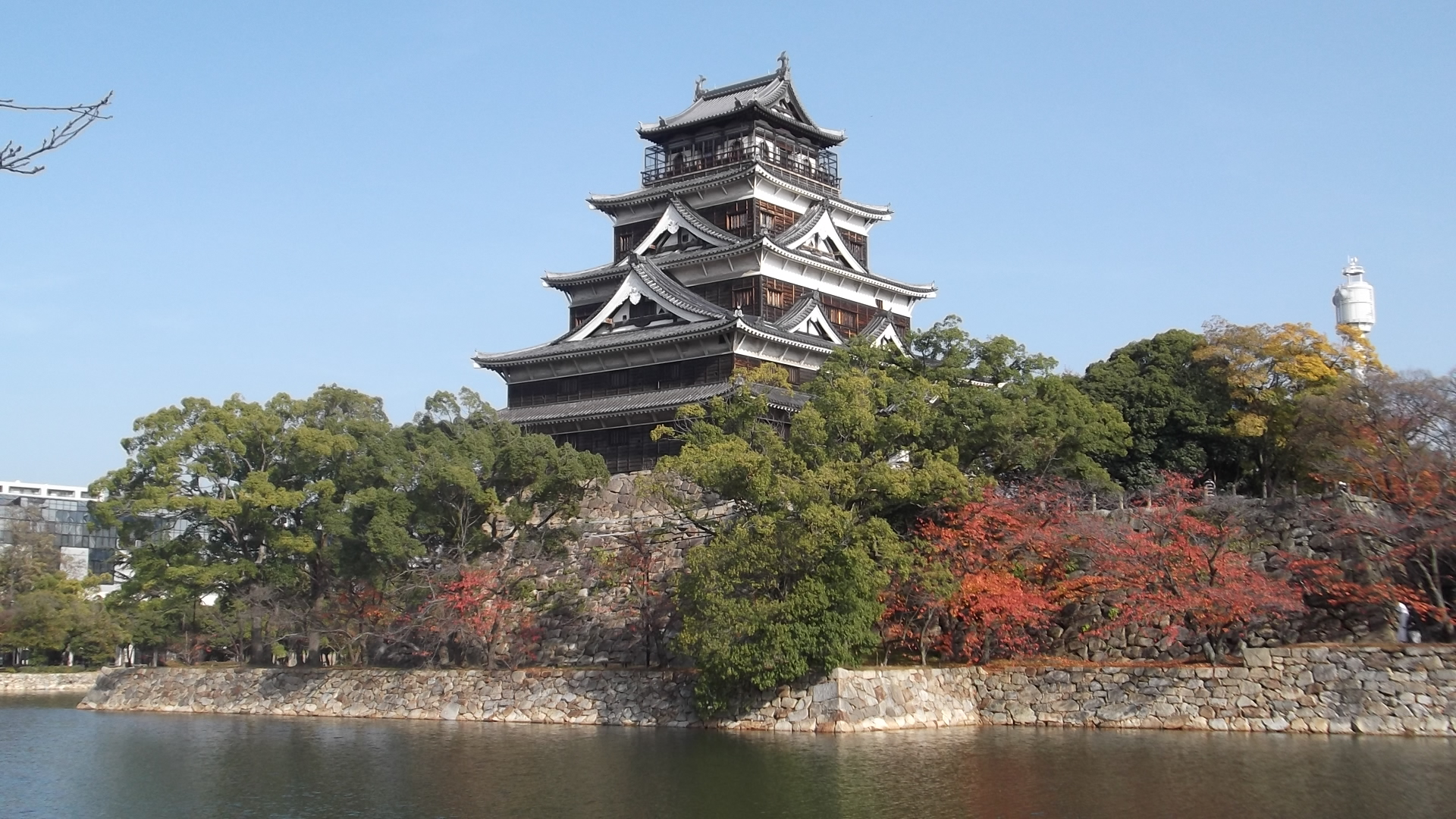
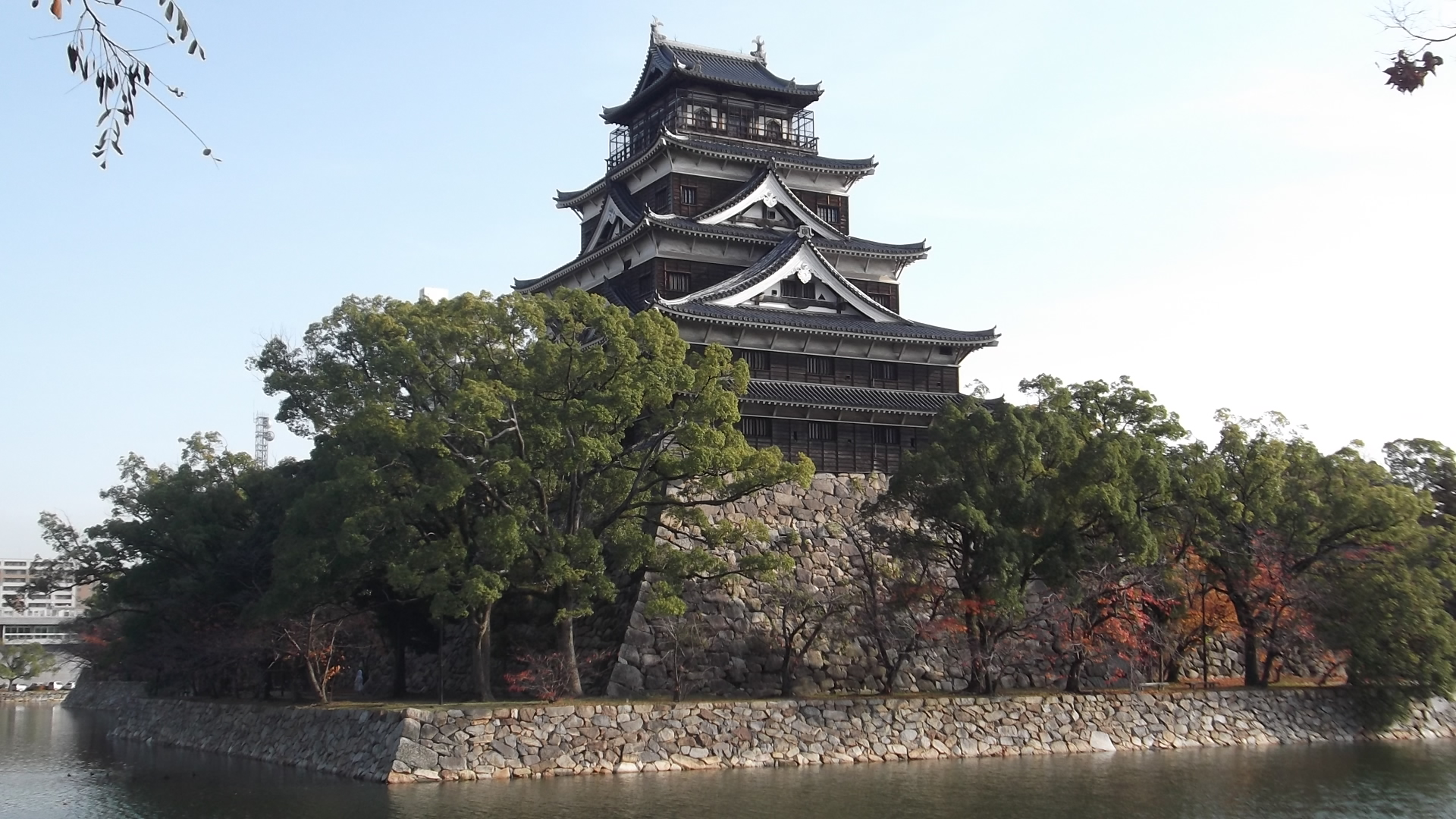

### 本丸御殿

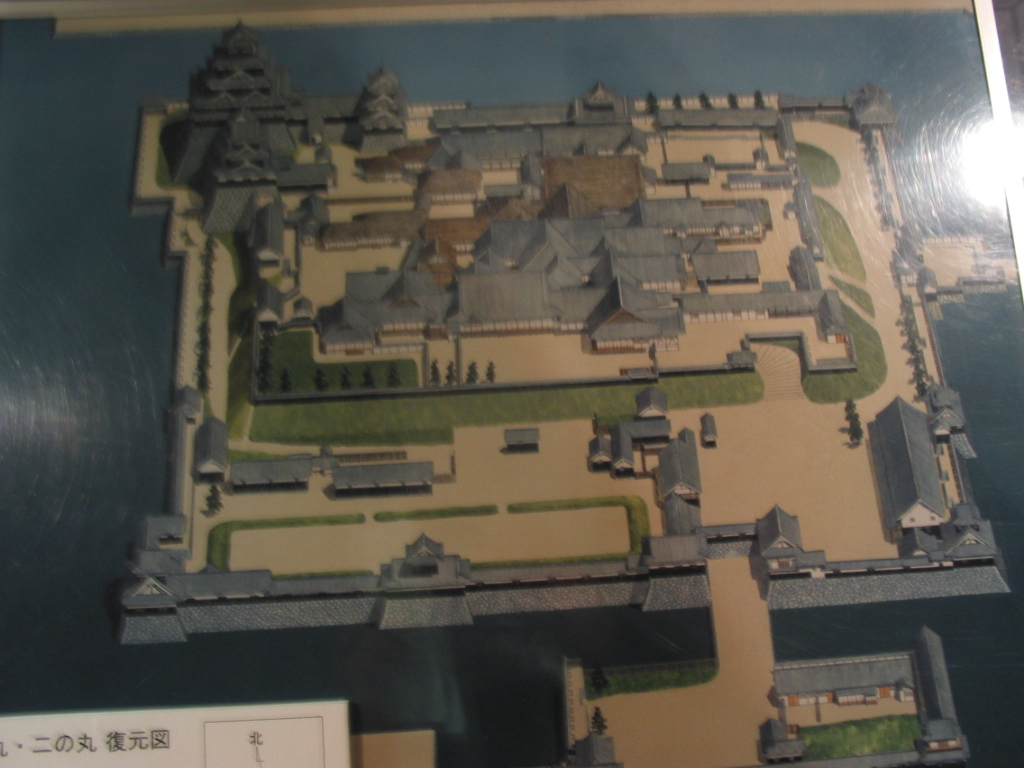
本丸のCG。

藩主が生活し政務を行った本丸御殿は、本丸上段つまり本丸の北大部分を占める場所に位置した。上記の通り、1874年（明治7年）本丸および二の丸での火災により全焼したことから、現存はしていない。跡地には大日本帝国陸軍関連（広島鎮台→第5師団司令部）から広島大本営が建てられたがそれらも被爆により全焼している。
1996年（平成8年）から始まった本丸発掘調査により基礎石などが発見されている が、それらは露出させず埋戻している。絵図が数枚残っていることから、模型資料などで復元されている。
余談だが、江戸藩邸の上屋敷の方は当時霞が関にあり、歌川広重『名所江戸百景』「春の部 2. 霞がせき」に描かれている。

### 二の丸
藩政時代における広島城の特徴として、広さ約90万平方メートルの広大な城域を取り囲むように88基の櫓が置かれたことが挙げられる。『広島藩御覚書帖』による各曲輪の櫓基数は、本丸23基、二の丸5基、三の丸17基、外郭43基。上記の通り特に西側を増強し、本川（旧太田川）に沿って11基もの櫓が二重に建てられその間を塀で結ばれている。
1624年（寛永元年）の地震、1854年（嘉永7年）安政南海地震の際に、櫓が崩れた記録が残っている。
明治以降になりこれらは取り壊されたことと、被爆により、江戸時代以前から現存する櫓は存在していない。ほとんどの櫓の位置は現在不明であるが、近年の発掘調査によりいくつか判明している。
史跡外の櫓の遺構として太田川（現、旧太田川）の左岸にある「外郭櫓跡」がある。1979年に広島県教育委員会が発掘調査し、刻印が入った石垣が発見されている。

#### 二の丸木造復元建物
二の丸には江戸時代には平櫓、多門櫓、太鼓櫓、馬屋、番所が有った。明治時代に北側と西側の多門櫓は解体された。多門櫓北側、番所、馬屋を除く二の丸木造復元建物として表御門、多門櫓、太鼓櫓があり、番所跡と馬屋跡は平面表示されている。この平櫓・多聞櫓・太鼓櫓よび表御門は、1989年（平成元年）6月から行われた改修の際に明治時代から昭和時代に撮影された外観の古写真や昭和時代初期に当時の陸軍築城本部が作成した実測図を基に再建されたものである。施工は砂原組。これらはつながっており、全部の櫓内部を見学できる。

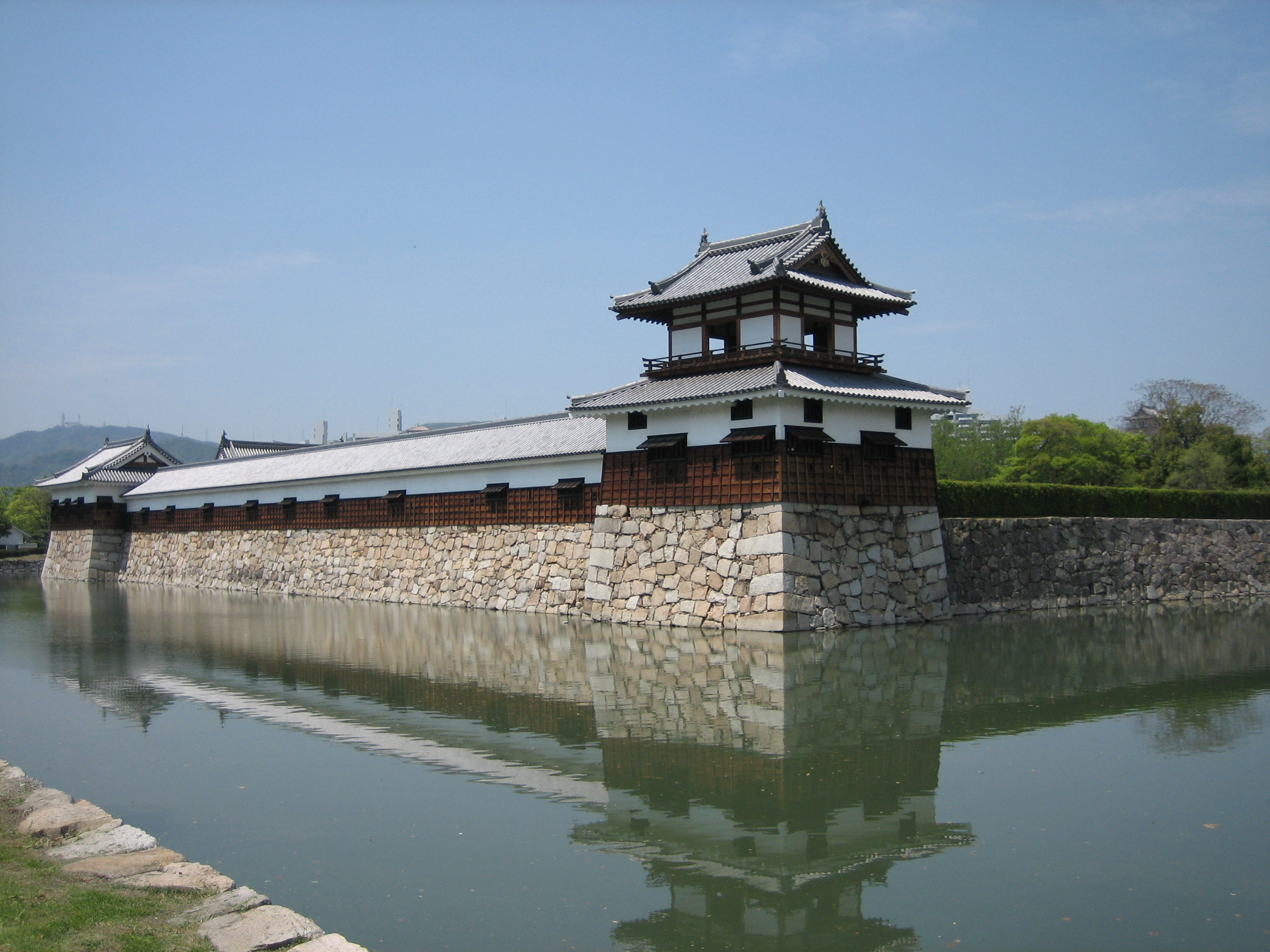
平櫓・多聞櫓・太鼓櫓
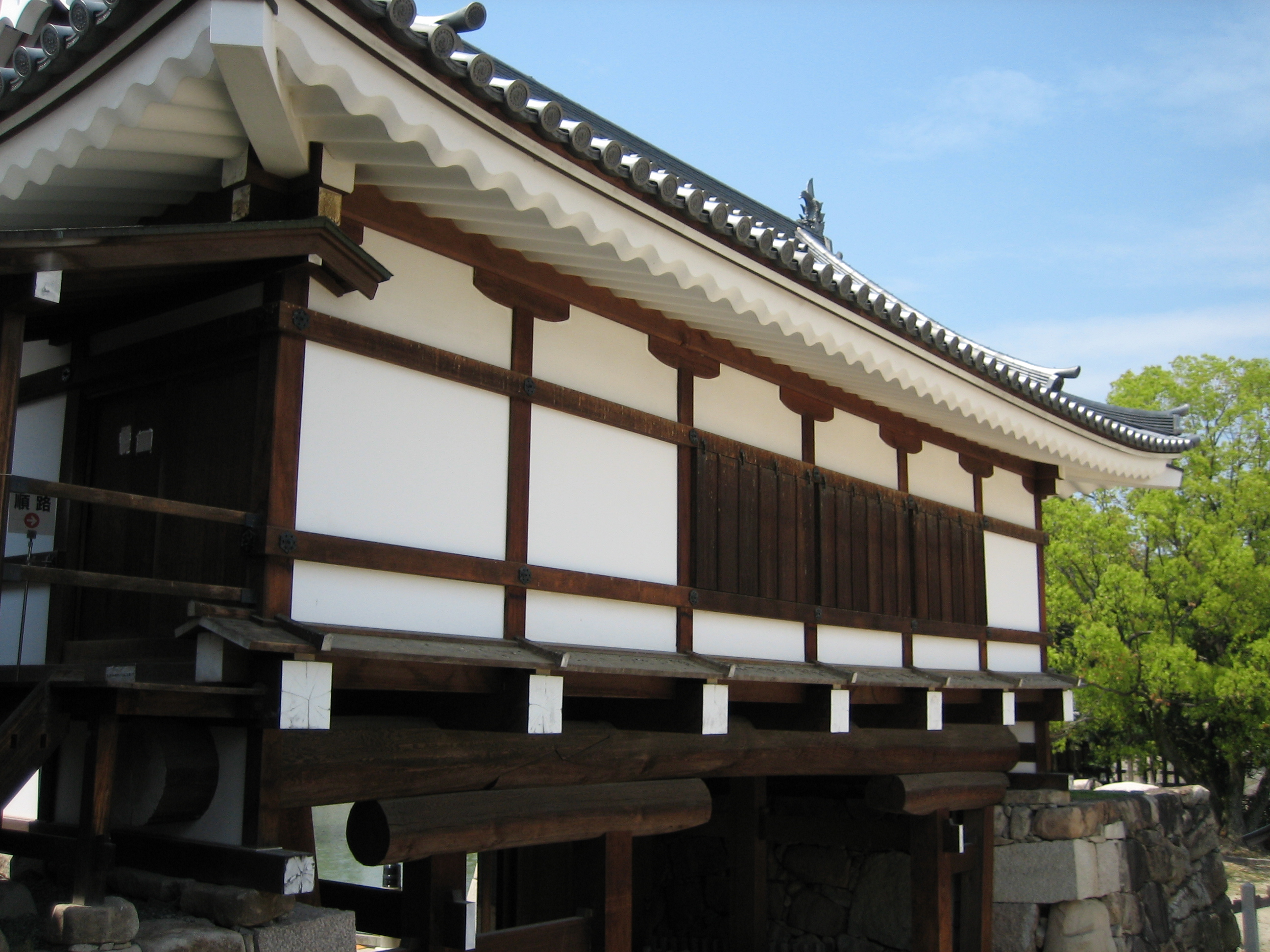
表御門
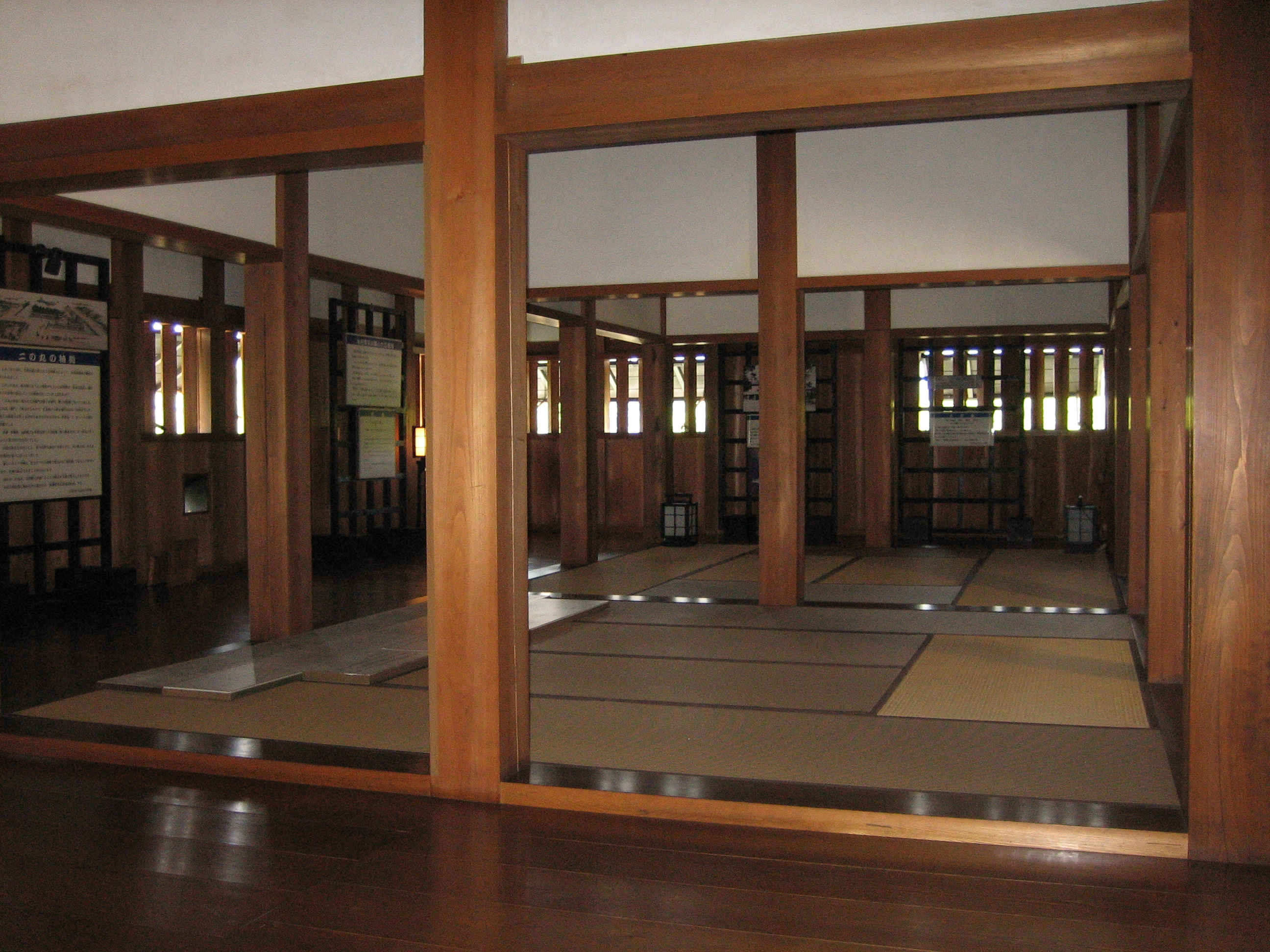
平櫓内部

### 三の丸
江戸時代、三の丸には武家屋敷等が存在した。三の丸は広島城跡（史跡）の範囲外にあり噴水広場などが設置されている。
2021年、広島市は「広島城三の丸整備基本計画」を策定し、その後RCCやNTT都市開発などを中心とした企業体が三の丸において商業施設などを建設することが決定した。2024年3月には飲食店などを含む第1期エリアの起工式が行われ、10月にはテナントが発表された。第1期エリアは2025年3月にオープンした。

### 大本営跡/昭憲皇太后御座所

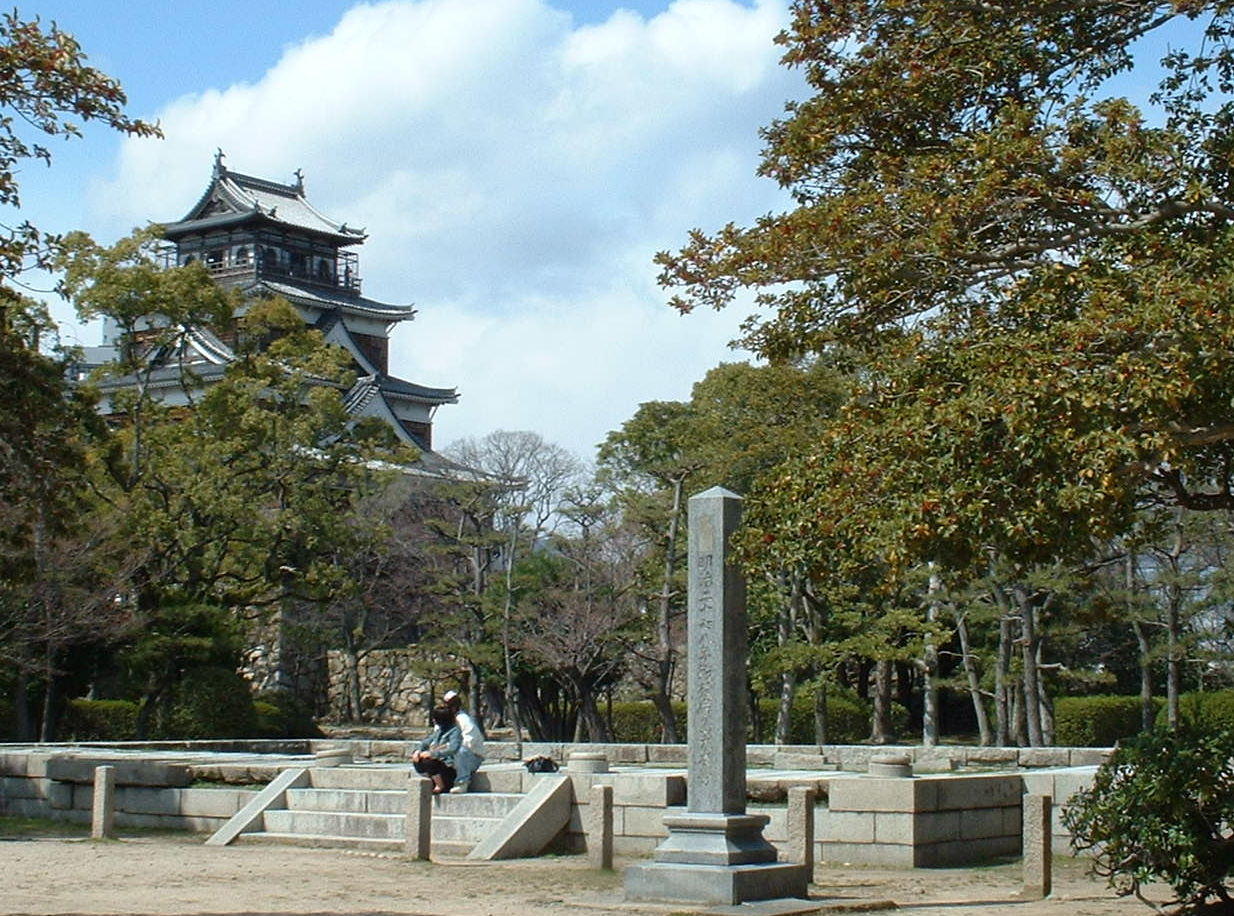
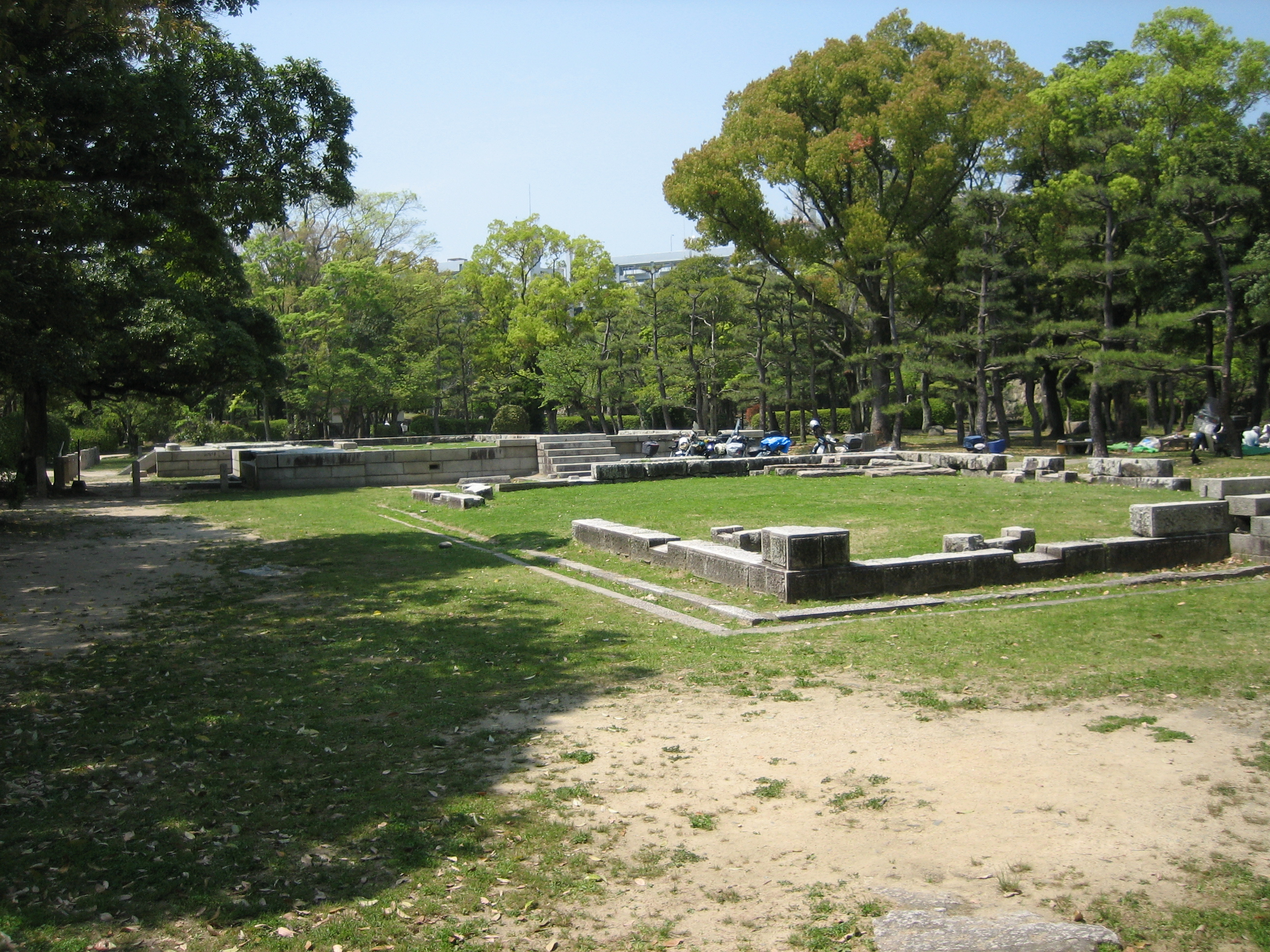

## 遺構

### 石垣
1589年（天正17年）8月、毛利輝元は家来に堀の工事と石材の収集を命令したと伝えられている。
石材の殆どは緻密で硬いことから花崗岩が用いられている。瀬戸内海は良質な花崗岩の産地が多いことから主に沿岸部から運び込まれており、近年の調査で黄金山や江波山（この当時は島だった）、倉橋島、屋代島（周防大島）などの島々からも運び込まれたと判明している。
本丸北東付近、本丸上段東端の不規則につまれた状態で途切れている石垣は、福島正則の改易騒動を史実的に裏付けるものと考えられている。正則が改易される少し前に、幕府は一度条件付きで正則を許している。その条件の一つに修築した石垣の破壊が盛り込まれていた。この部分は正則が破壊した石垣の境界部分と考えられている。
広島市への原子爆弾投下の際に、内堀の一部石垣が崩れていることが米軍の空中写真により分かる。表御門や中御門にある石垣の一部に焦げたような跡があるのは被爆により発生した火災によるものである。

### 堀
上記の通り、明治期に外堀が、戦後昭和30年代までに中堀が埋め立てられ、現在は内堀のみが残る形である。紙屋町・八丁堀周辺の歩道に、外堀があったことを示す石碑が建っている。
1970年代以降、祇園新道、1994年アジア競技大会会場整備、広島高速交通広島新交通1号線、紙屋町シャレオなど周辺の土地開発工事の際に発掘作業が同時に行われており、断片的ではあるが堀の詳細が判明している。
戦後、外堀中堀と埋め立てられたせいで内堀は循環機能を失った"ため池"となり、更に周辺の都市開発の影響により地下水位が低下したことから内堀は枯れ始め、富栄養化も目立つようになる。様々な対策が行われたが、アジア大会開催を機に抜本的な対策が取られることになった。それは、旧太田川（本川）から川水を取水し、内堀まで導水、循環させ、再び本川へ流出する導水路および流水路の建設工事で、建設省（現国土交通省）と広島市による共同事業となった。これら導・流水路および内堀は、一級河川旧太田川を本流とする準用河川に指定されている。

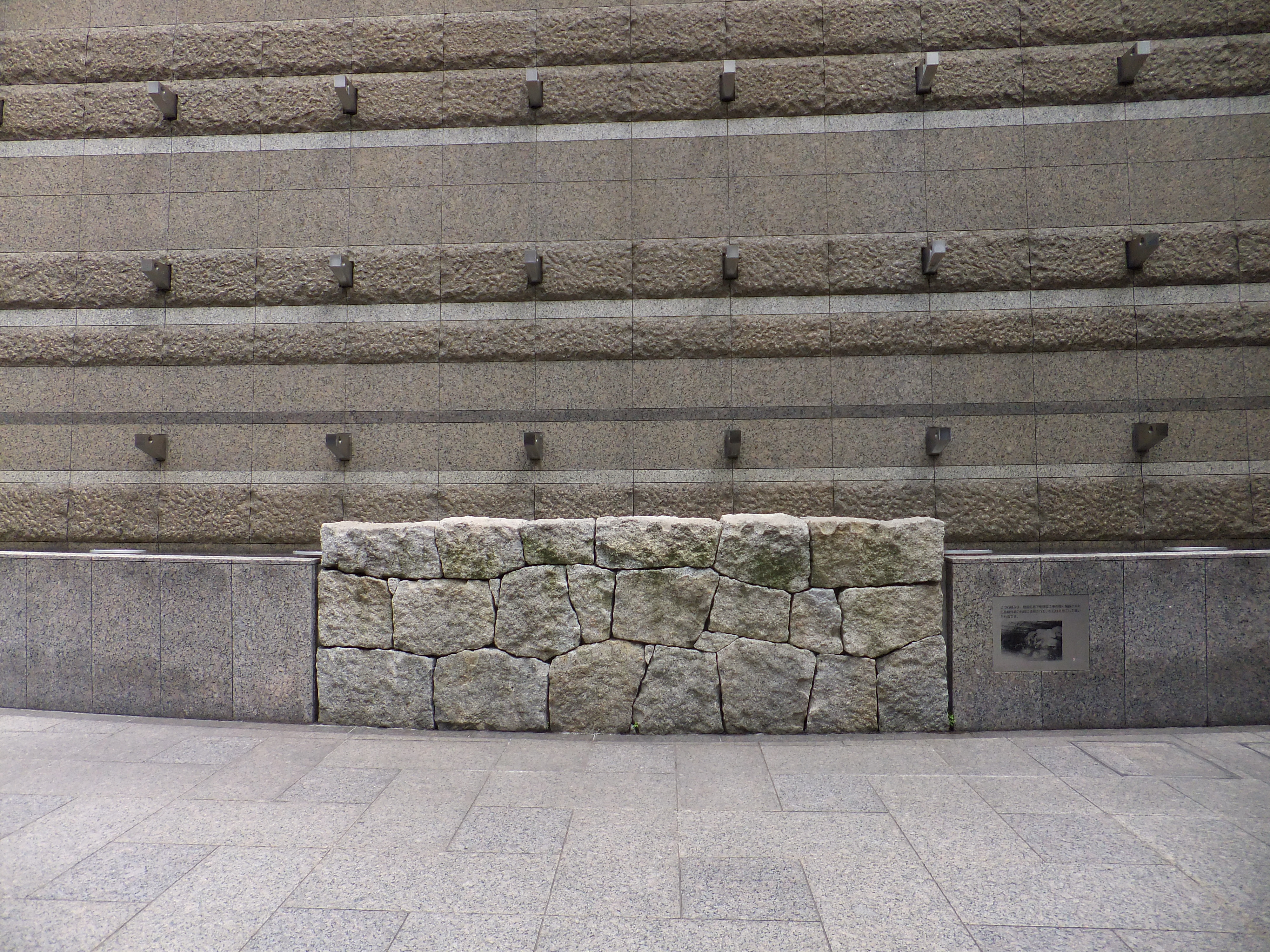
紙屋町シャレオにある復元石垣モニュメント。
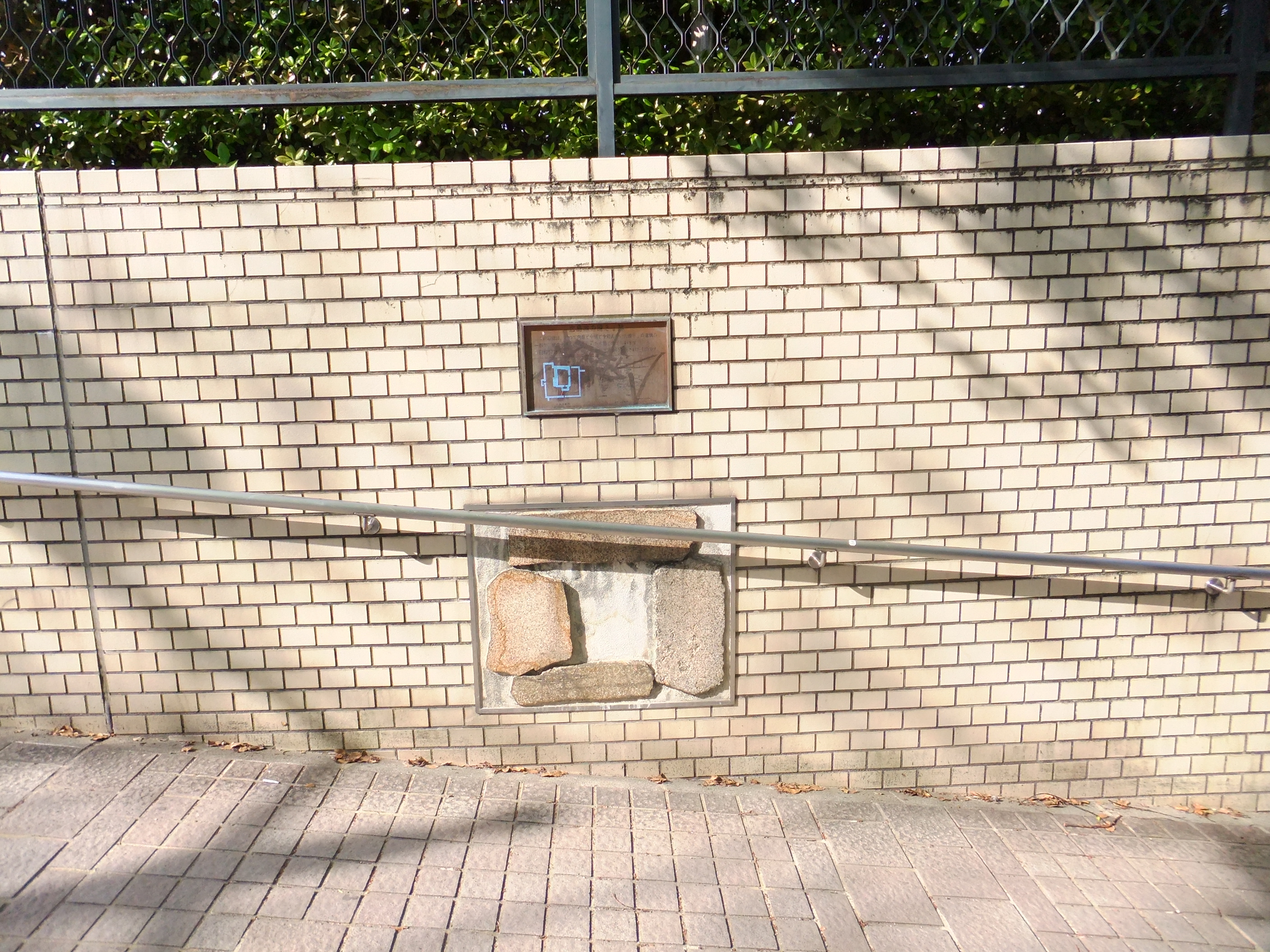
城南通り下を通る地下道にある内堀と中堀をつないでいた暗渠のモニュメント。
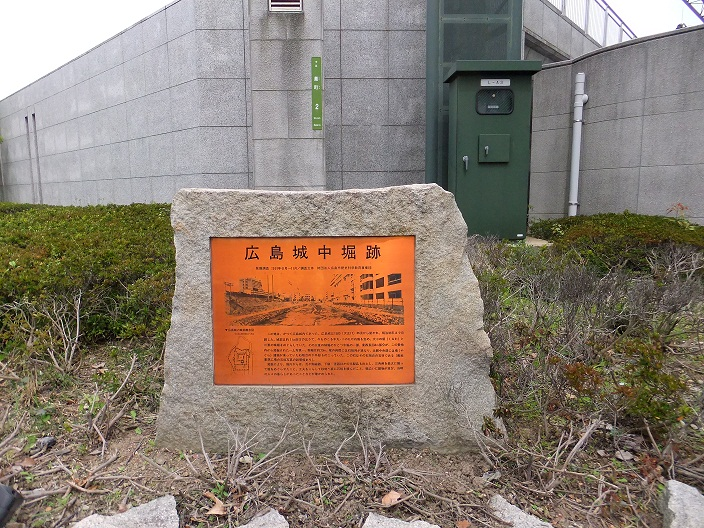
広島市中央庭球場にある中堀跡碑。
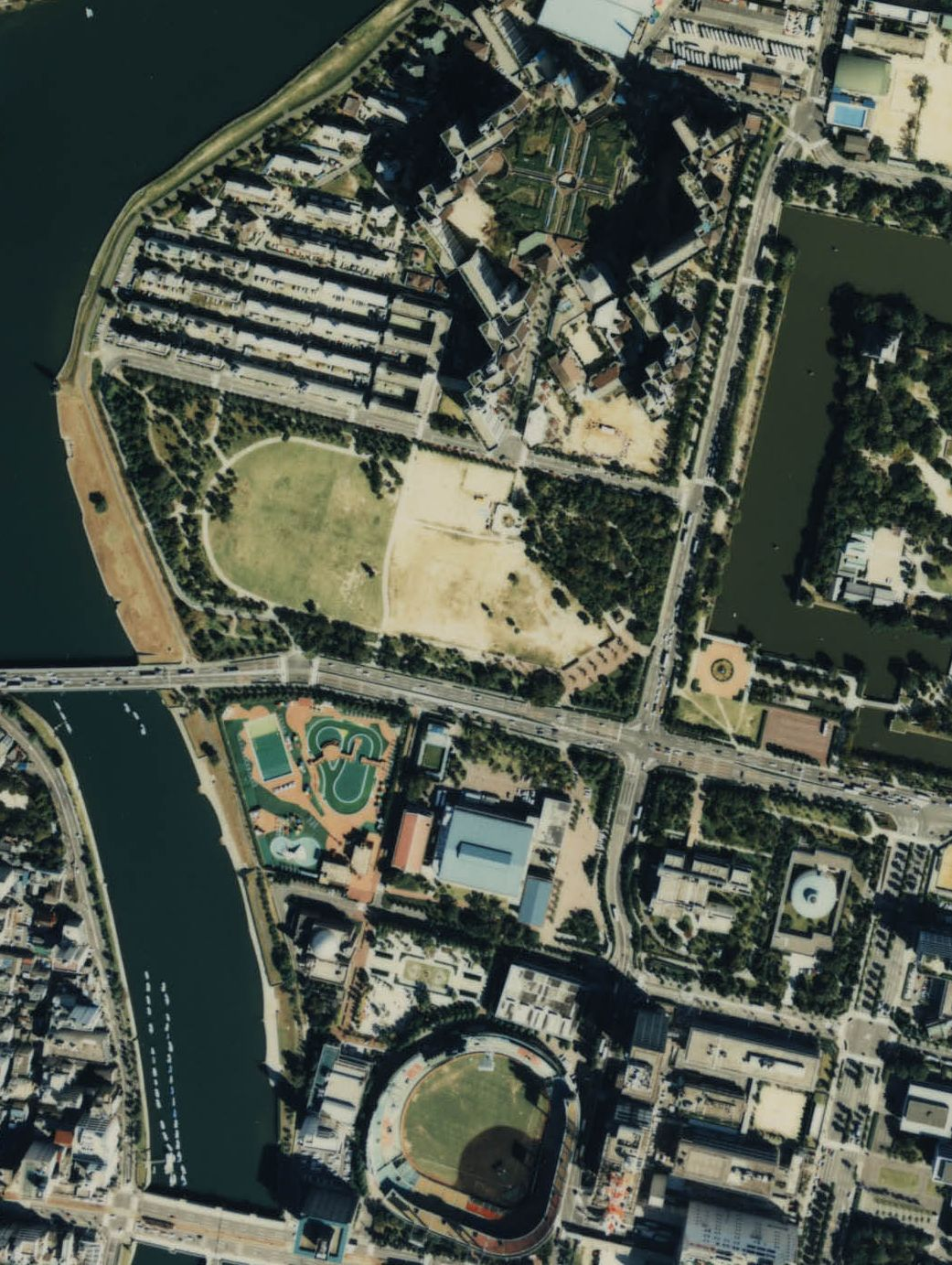
1988年の中央公園芝生広場[1]。
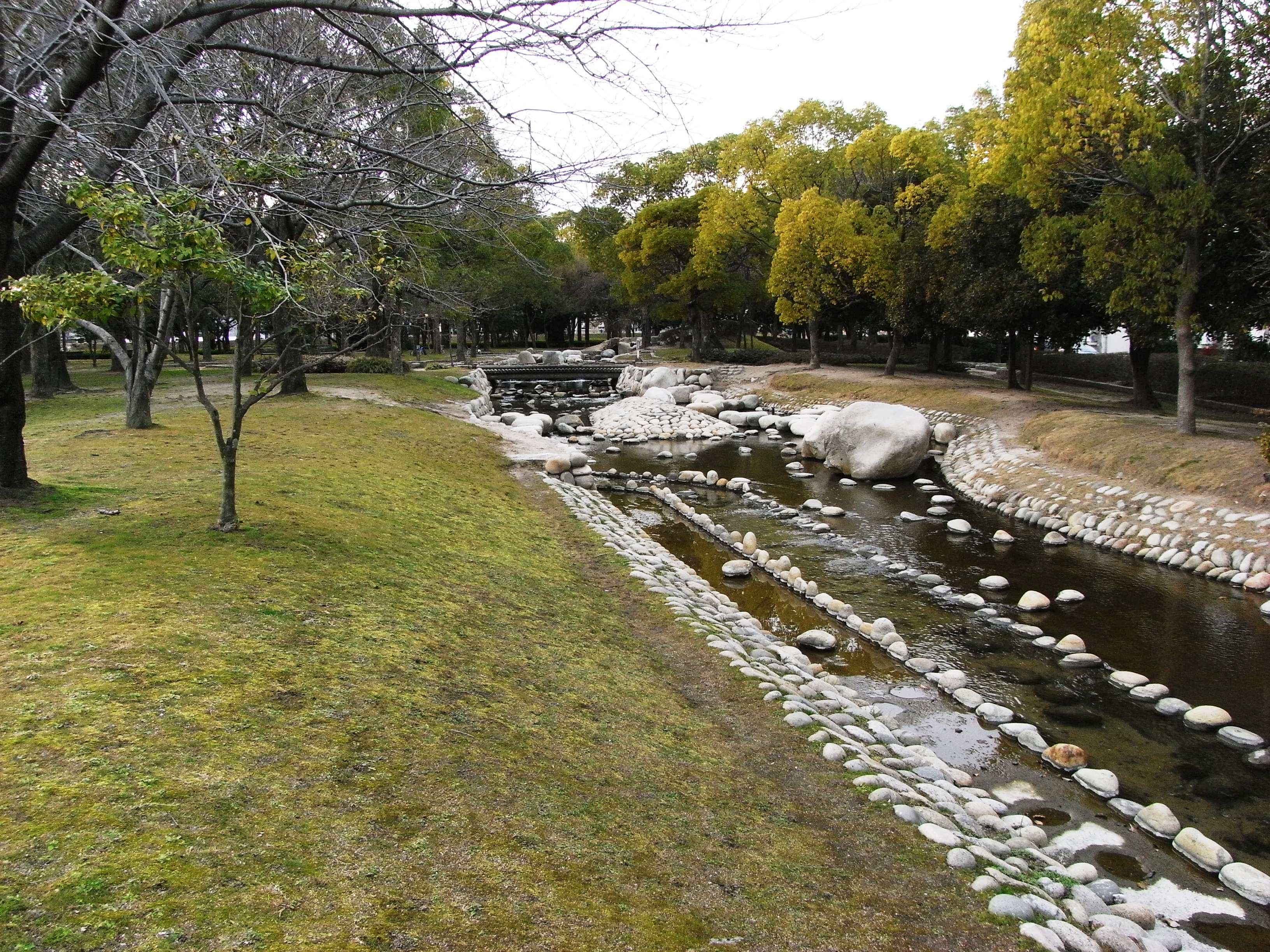
北側堀川（川→堀）
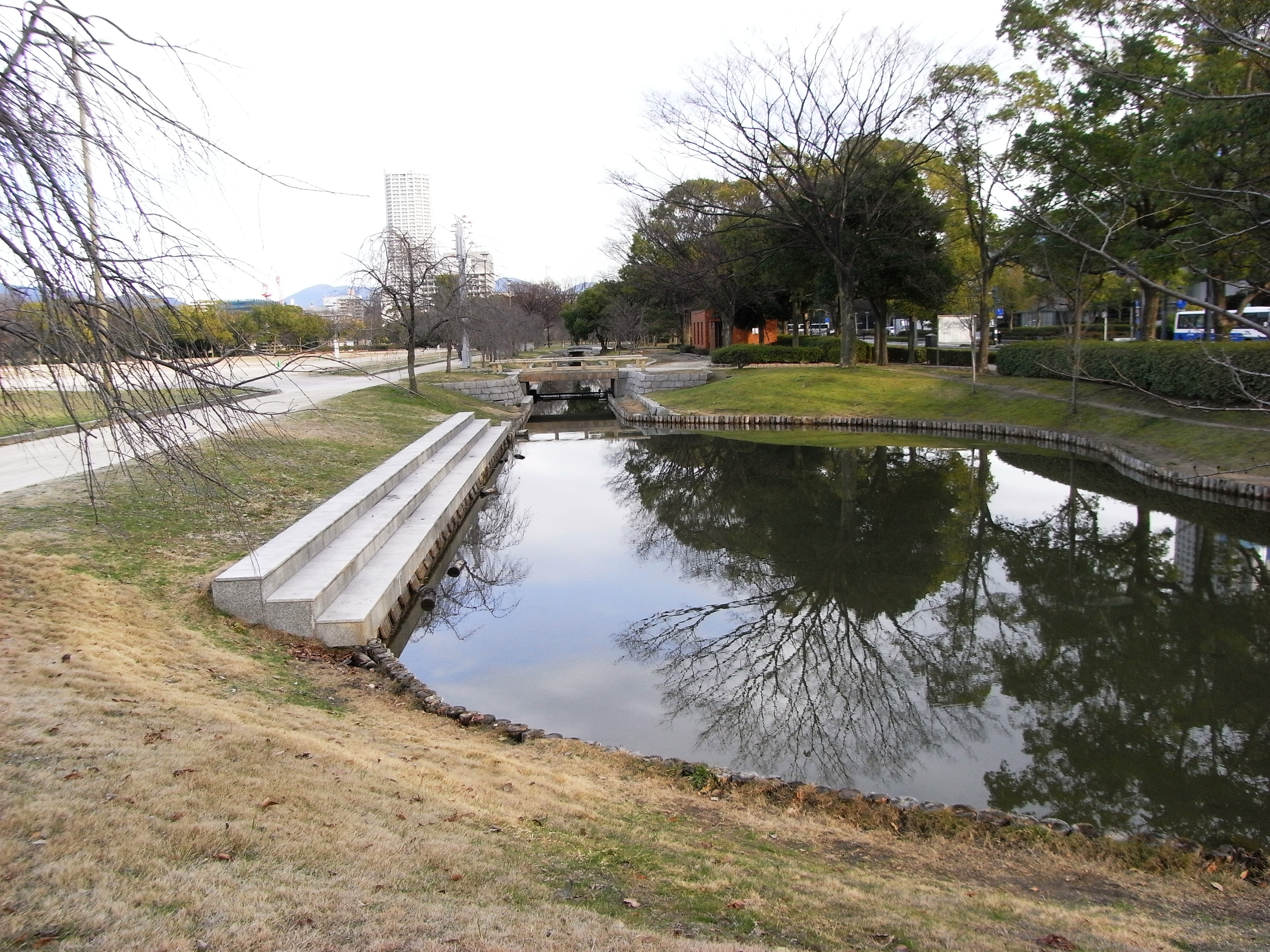
南側堀川（堀→川）

### 金鯱瓦
2009年（平成21年）3月、広島市中区上八丁堀の広島地方合同庁舎5号館建設による前調査の際に、金鯱瓦が一対発見された。発見された場所は、本丸から見て東側の中堀と外堀の間に位置していた武家屋敷にあたり、井戸跡の底に大量の瓦と共に埋まっていた。ほぼ完全な状態での金鯱瓦出土は国内初で、更に日本でも古い部類の鯱瓦にあたることから、完品として現存最古の金鯱瓦である。
発見された珍しい瓦は以下のとおり。これらは築城当時の毛利氏時代のものと推定され、地下水に浸っていたため腐食しなかったと考えられている。
- ほぼ完全な形の金鯱瓦一対 

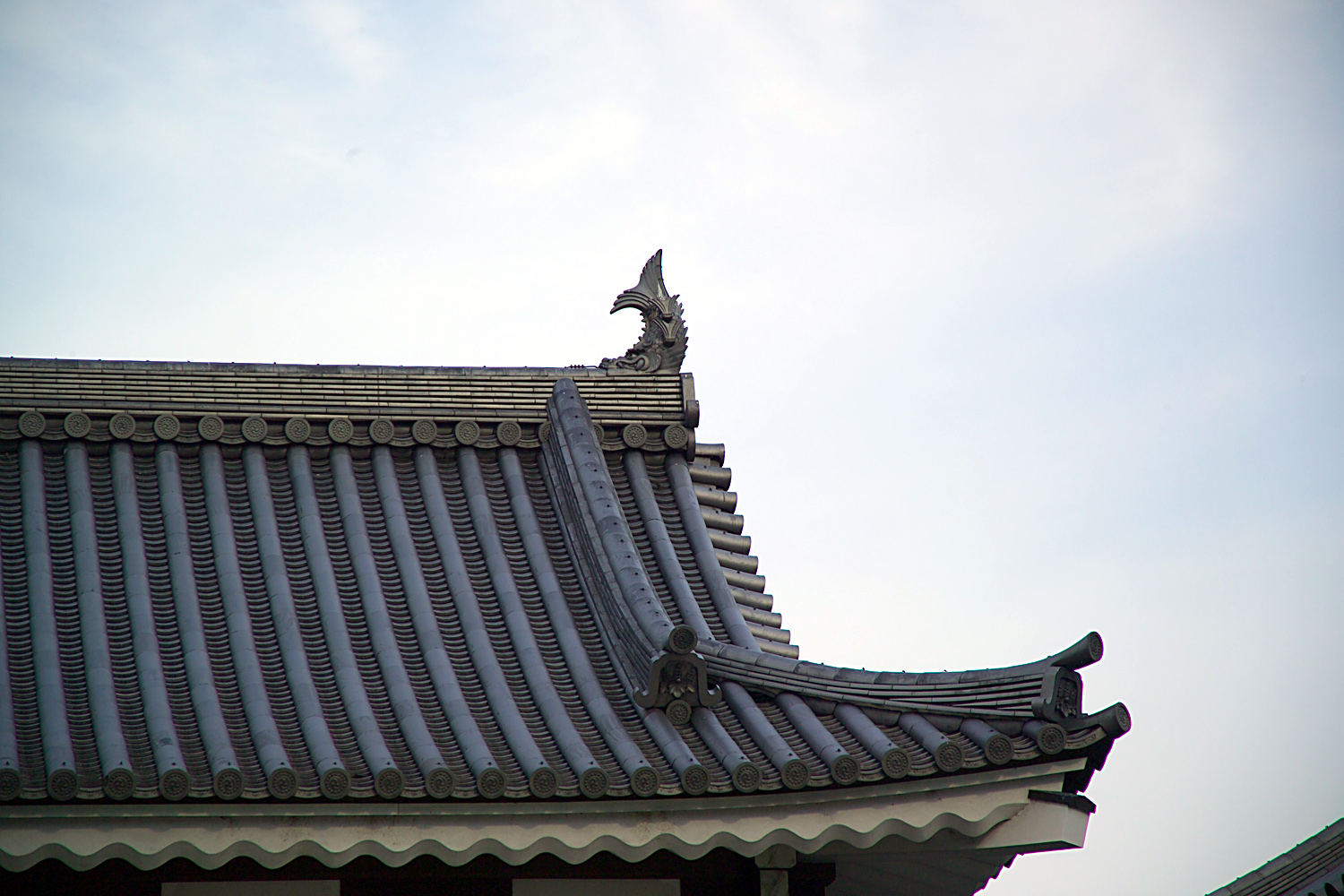
現在の鯱瓦（復元）。

  - 高さ約70センチ×幅約30センチ[112]。粘土製で、下地として黒漆と赤漆が塗られており、安土城の鯱瓦に似ている[112][113]。本丸櫓門の棟上に飾られていた金鯱瓦と推定されている[111]。また当時京都で作られていた一般的な鯱瓦よりも技術的に低いことから、広島で作られたものではないかと推測されている[114]。
- 金箔の施されていない鯱瓦一対[111]
  - 高さ約40センチ。
- ホタテ貝の模様の入った瓦[111]
- 鬼瓦[111]
- 家紋と見られる印が入った瓦[111]

金箔瓦が作られた当時の豊臣政権下において、この瓦は「権威の象徴」とみなされ設置は秀吉の許可が必要だった。また豊臣政権下でのこの瓦は朝鮮や明からの使者に日本の栄華を見せつけることを主目的としたため、同時代に築城した北部九州から大阪にかけての城でいくつか出土例があり、県内では厳島神社でも出土している。
井戸跡に埋められていた理由について、三浦正幸広島大学教授は「毛利輝元が防長2国に移封された後に広島城に入った福島正則が本丸櫓門から取り外し、城主交代を広く知らしめるために、儀式的な意味で丁重に井戸に沈めて埋納したのではないか」 と推測した。これは、これら瓦が井戸の中で雑に投棄されていたのではなく、丁寧に積み重なる状況だったことも根拠の一つである。

### 被爆遺構

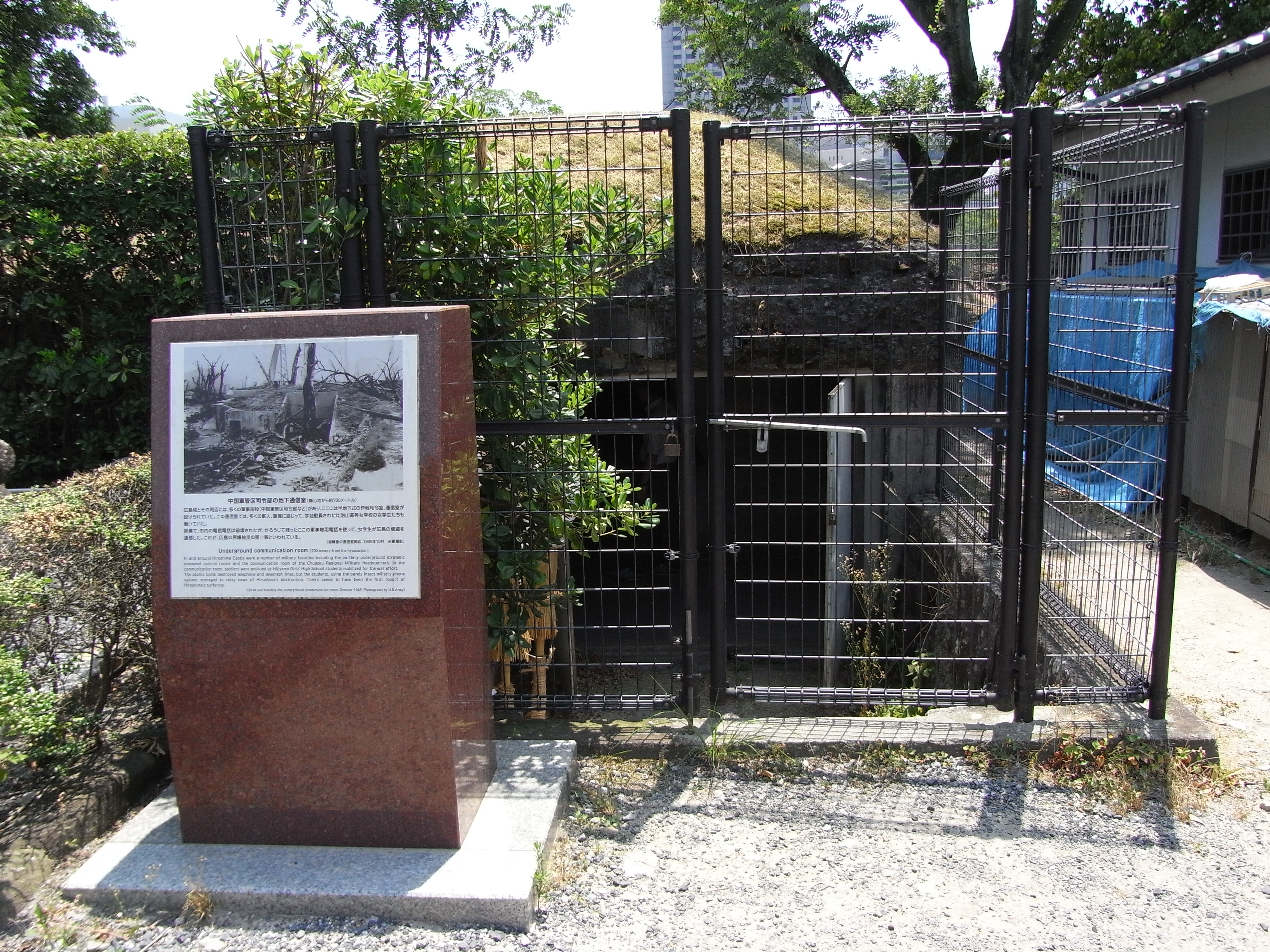
中国軍管区司令部跡。

1993年、広島市は爆心地から5キロメートル以内に位置する被爆建造物を洗い直し、それぞれ「被爆建物」「被爆樹木」「被爆橋梁」台帳に登録した。以下、城内にある被爆遺構を列挙する。
被爆建物
- 中国軍管区司令部跡 - 爆心地から790メートル。広島護国神社境内、南側内堀石垣の際にある半地下式鉄筋コンクリート造の平屋建ての建物。旧名「中国軍管区司令部防空作戦室」。被爆の第一報を伝令した歴史的に重要な建物である。

被爆樹木
江戸時代末期、城外からの目隠しとして内堀の際に松や杉・雑木が多数植えられていた。その後も生き続けていたが被爆によりそのほとんどが倒壊した。2012年現在、被爆後も生き続けている被爆樹木が3本ある。
- クロガネモチ - 爆心地から910メートル。本丸の広島大本営跡の南側に生息している。元々は大本営前の前庭にあたり車周りの植え込みの一つだった[116]。
- ユーカリ・マルバヤナギ - 爆心地から740メートル。二の丸の中御門前の土橋の両端に生息している[117]。

その他
以下、被爆建物台帳に記載されていない被爆遺構である。
- 旧広島護国神社鳥居 - 爆心地から100メートル（移転前）。裏御門付近に移された旧広島護国神社鳥居。元々護国神社は旧外郭の南西付近、西練兵場の西側、現在の広島商工会議所の北側にあり、この鳥居は相生通りから北側すぐにあった。被爆により鳥居だけは残った。護国神社が本丸に移転した際に、旧鳥居を現在地に移転している。
- 広島大本営跡 - 爆心地から900メートル。上記参照。

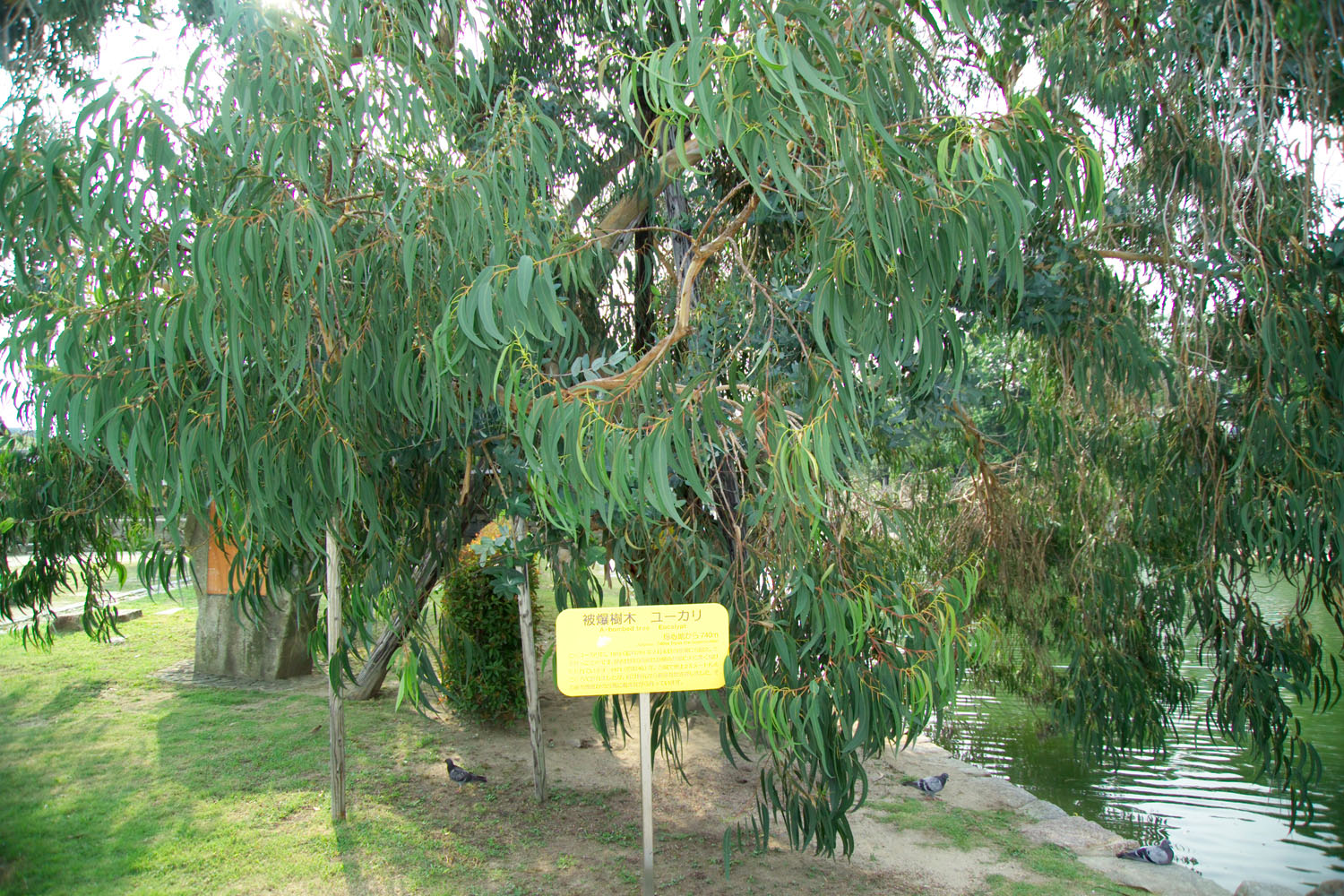
被爆ユーカリ
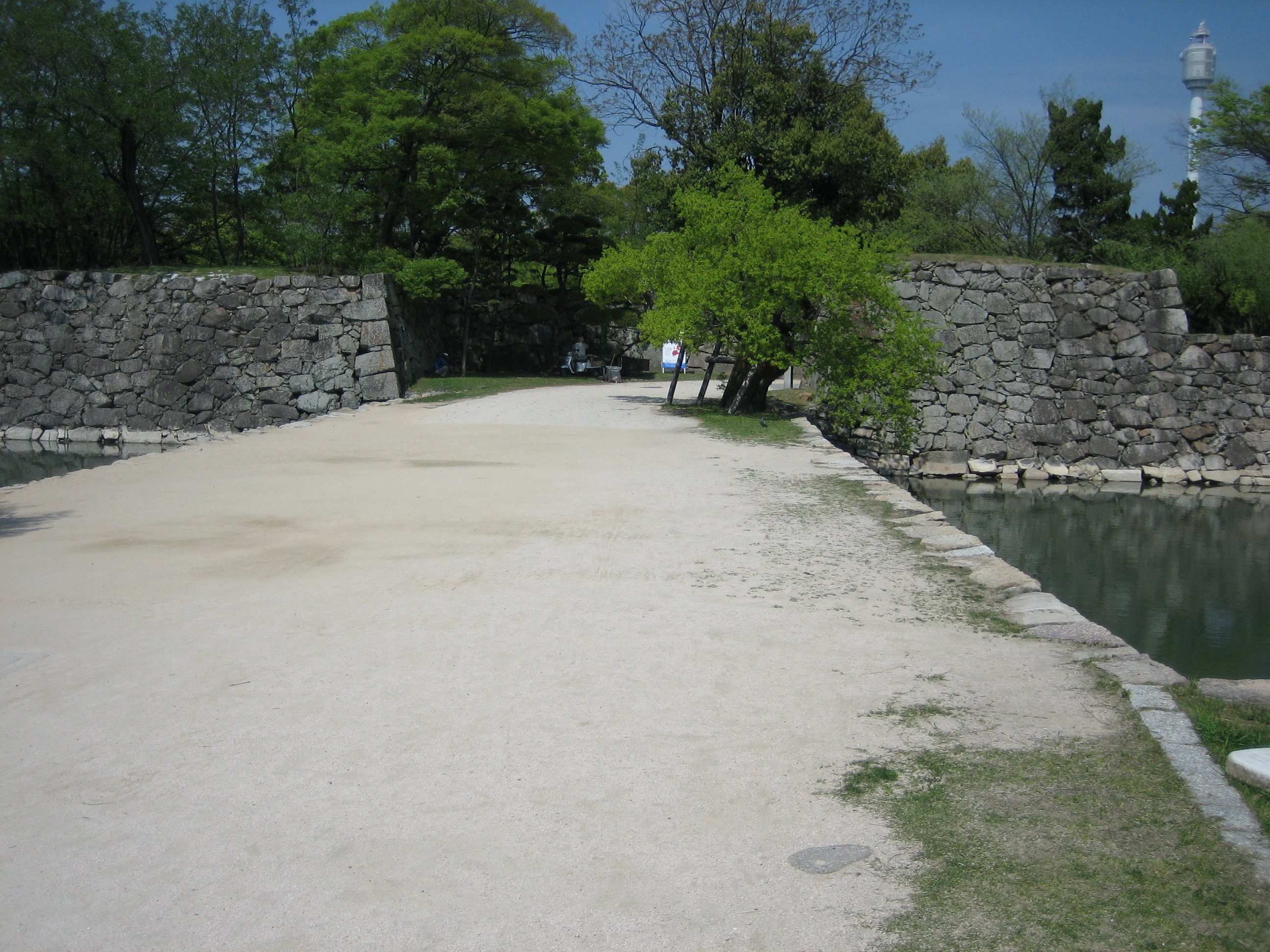
中御門跡と被爆マルバヤナギ
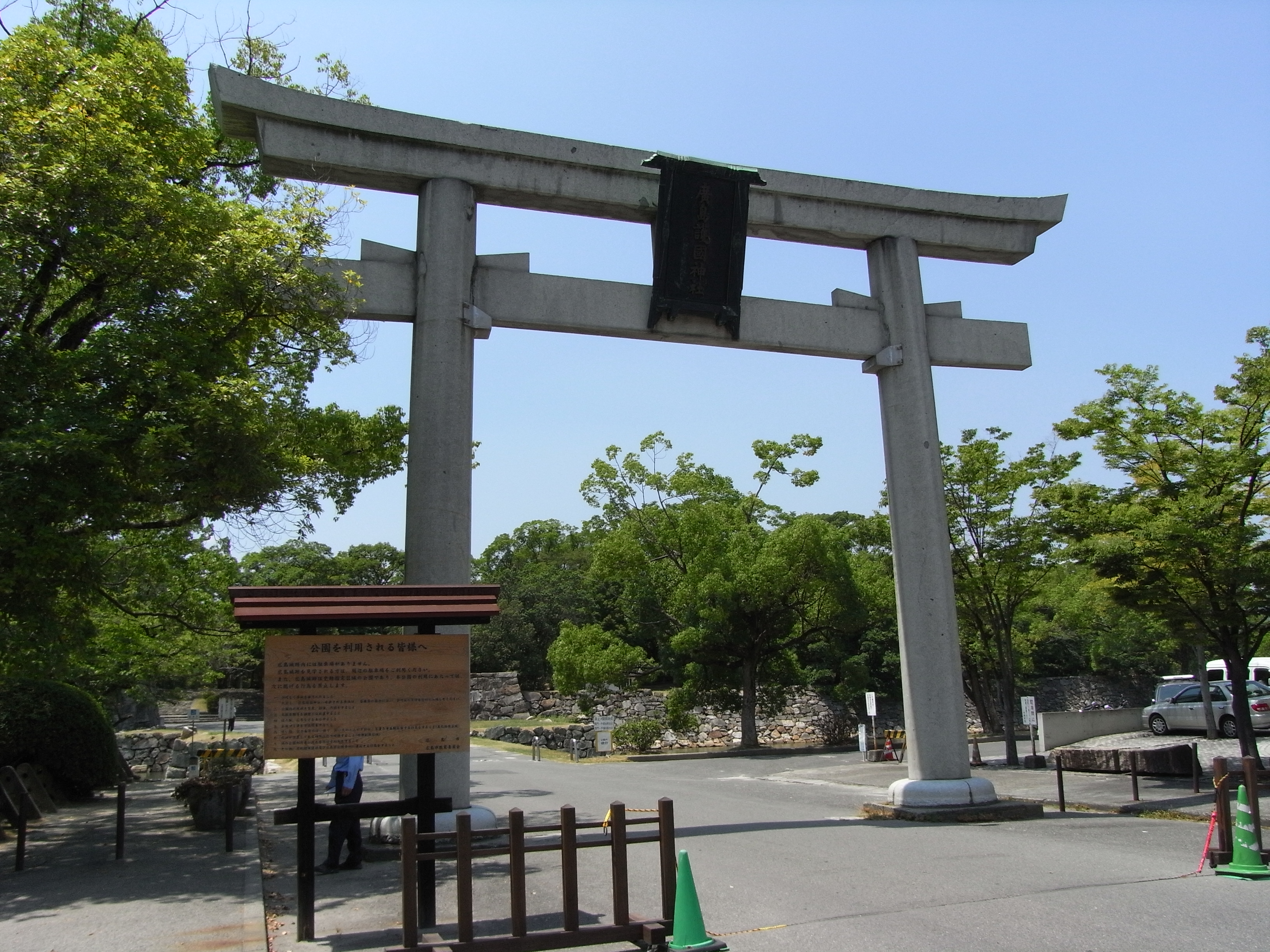
旧広島護国神社鳥居

### 旧三の丸の遺構
上記の通り、近代は軍用地として拡張し被爆により建物全壊、戦後は都市開発により、藩政時代の面影を残すものは極めて少ない。ただ明治期に移築した旧広島城の建物はいくつか現存している。
多家神社
安芸郡府中町にある神社で、元々は三の丸にあった稲荷社が1874年（明治7年）に移築されたもの。その後火災により焼失し、宝蔵のみが現在旧広島城時代の建物としては唯一のものとなっている。
1954年（昭和29年）、多家神社宝蔵が広島県重要文化財に指定された。
学問所
学問所は、江戸時代後期に三の丸に存在し、跡地は現在広島高等裁判所の敷地 として利用されている。1725年（享保10年）に広島藩主浅野吉長が「講学所」として開校した藩校が前身であり、1782年（天明2年）2月学問所開校、1870年（明治3年）8月移転し、現在は修道学園（修道中学校・修道高等学校）として存続している。以下は学問所関連の遺構である。
- 中堀土塁跡 - 裁判所敷地内にある、中堀の内側石垣の土塁跡であり、中堀外側に学問所があった。内堀北東隅で東から南に向きを変えた部分がL字型にわずかに残る[11]。なお裁判所敷地内ということから許可なく見学することはできない[118]。
- 土蔵 - 間口3.8メートル×奥行5.7メートルの2階建の土蔵[120]。明治時代の間に、市内愛宕町（現東区）に住む民間人[† 10]のところへ移築し被爆にも耐えた（爆心地からの距離は不明だが3キロメートル前後）[120][122]。平成に入り、瓦が落ちそうになるほど老朽化したため取り壊されるところだった[122]。そこへ学問所の土蔵だということが判明し関係者が保存に動いた結果、修道学園が無償で引取り校内へ復元移築した[120][123]。2018年、広島市指定重要文化財に指定された[124]。

## 各エリアの管理

### 公募設置管理制度
2023年（令和5年）4月1日から広島城区域の用地（本丸、二の丸、三の丸、旧中央バレーボール場など）と建物（天守閣、二の丸復元建物、広島城三の丸歴史館など）には指定管理者制度が採用されている。なお、2026年度の開業予定の広島城三の丸歴史館の学芸業務は別途事業者が選定される。
本丸上段及び天守閣は文部科学省所管の行政財産である。また、史跡指定範囲内の本丸下段及び二の丸、これに隣接する史跡指定範囲外の広島市中央バレーボール場跡地及び三の丸は財務省所管の普通財産である。なお、広島市中央バレーボール場は2021年（令和3年）8月31日で閉鎖され、跡地には観光バス駐車場が整備されている。

### 私有地
城内の広島護国神社（敷地面積4,958㎡）は宗教法人広島護国神社の所有地（私有地）である。また、広島城のエリアの一部で史跡指定範囲外であるが北東側に中国放送の敷地（敷地面積約4,700㎡）がある。

### ギャラリー

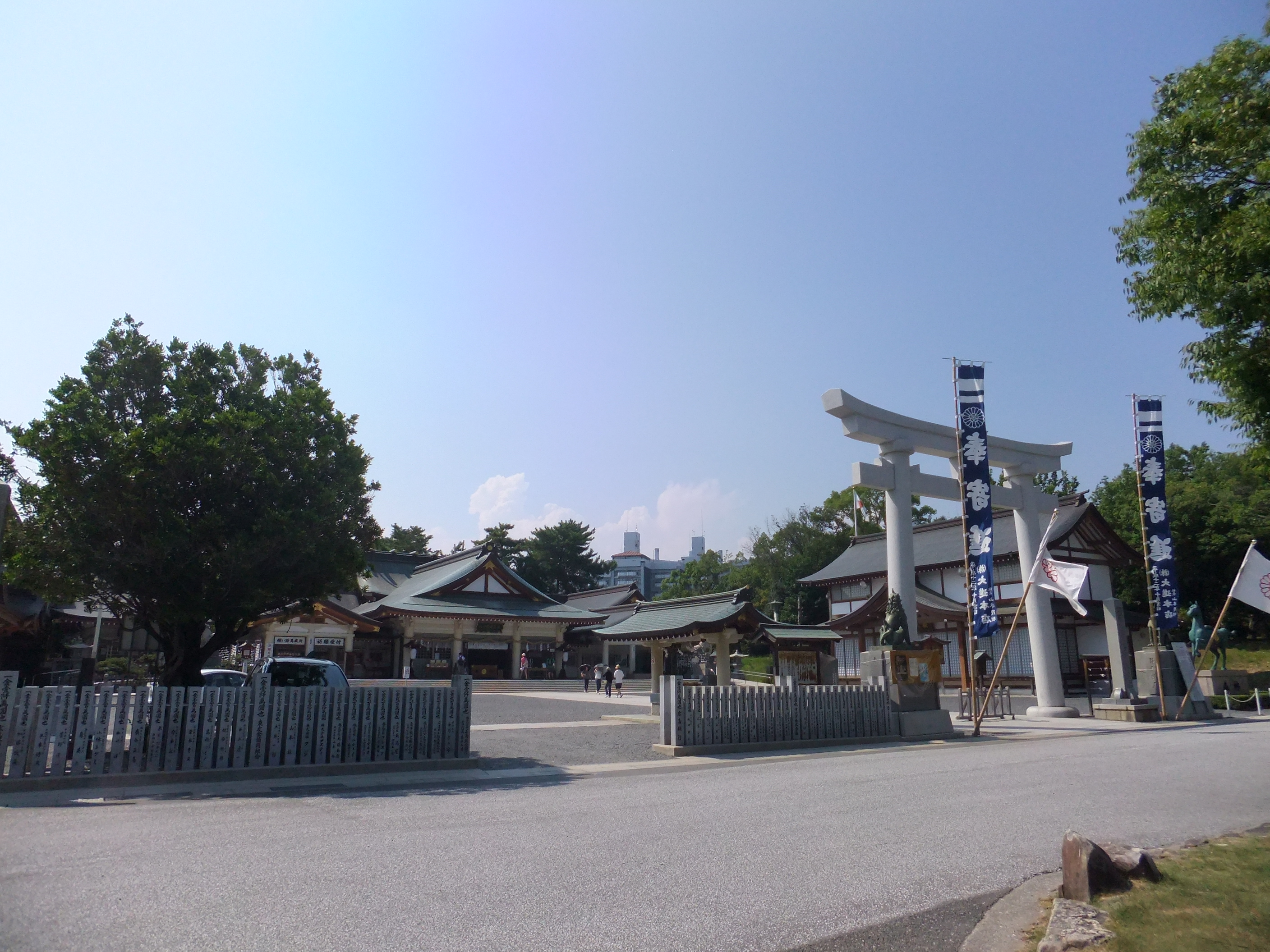
広島護国神社 本丸跡に位置する。
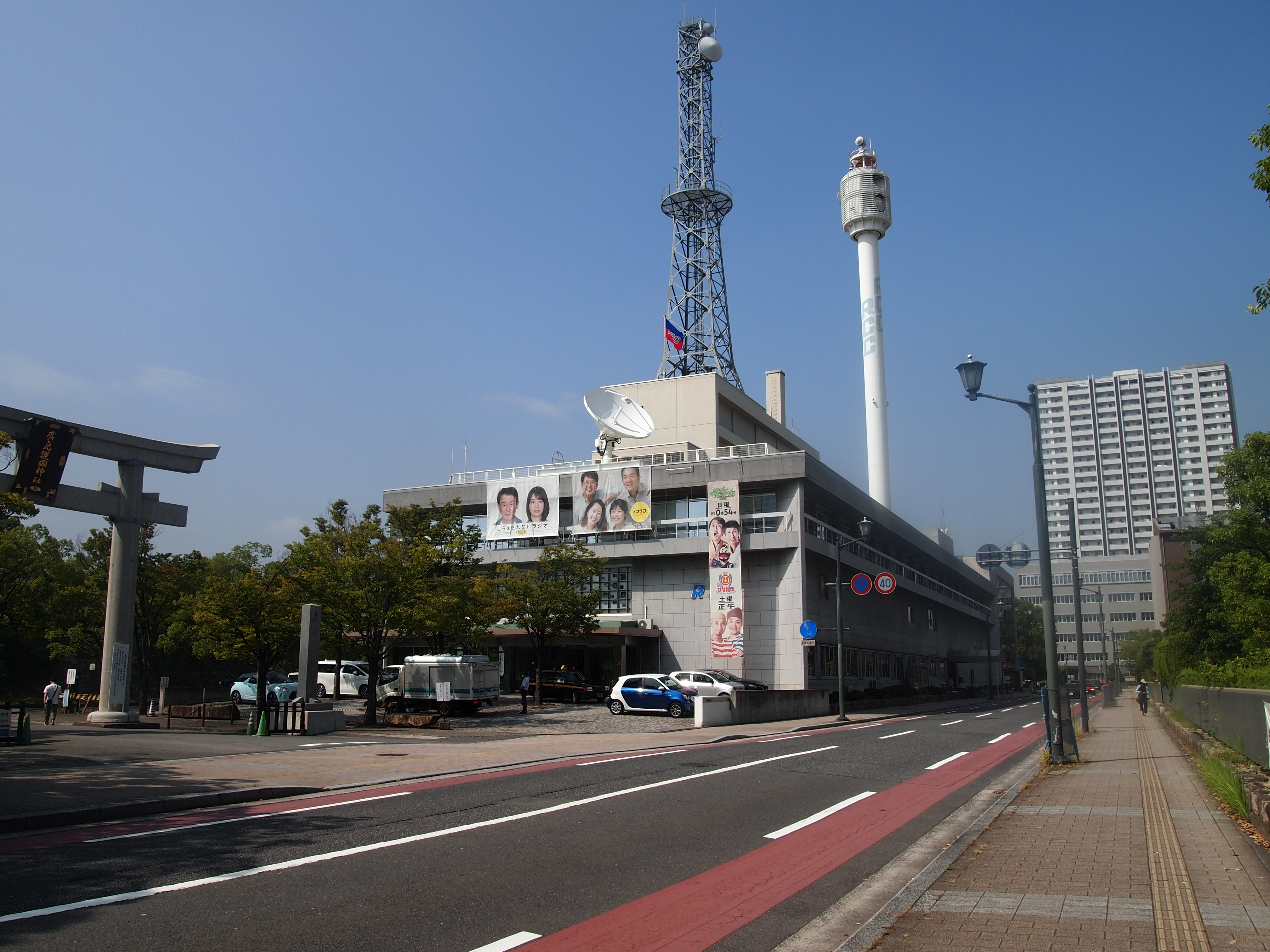
中国放送 (RCC) 広島城の敷地内にある中国放送（JNN系列）の本社社屋
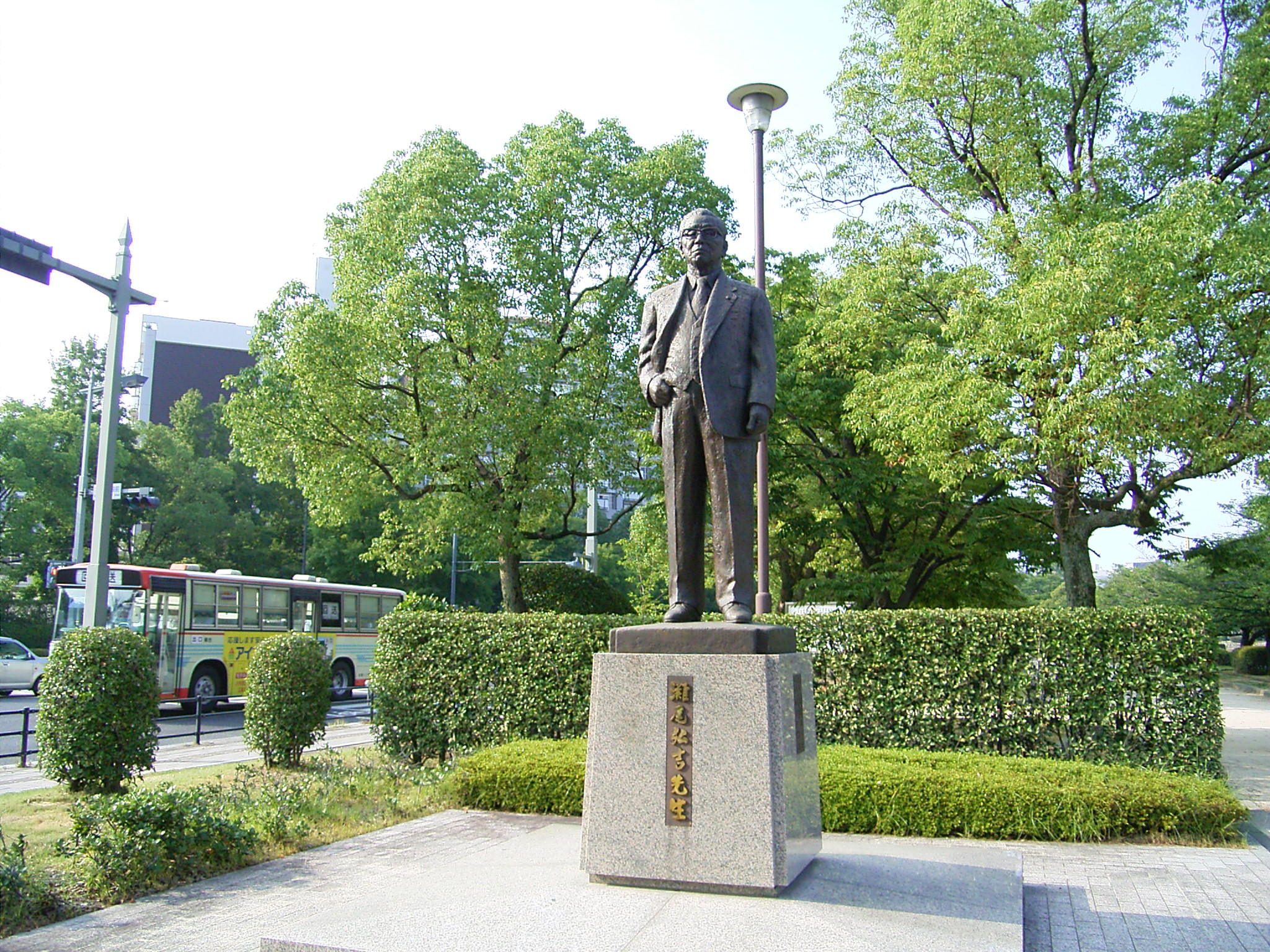
灘尾弘吉元衆議院議長銅像 広島県出身の政治家
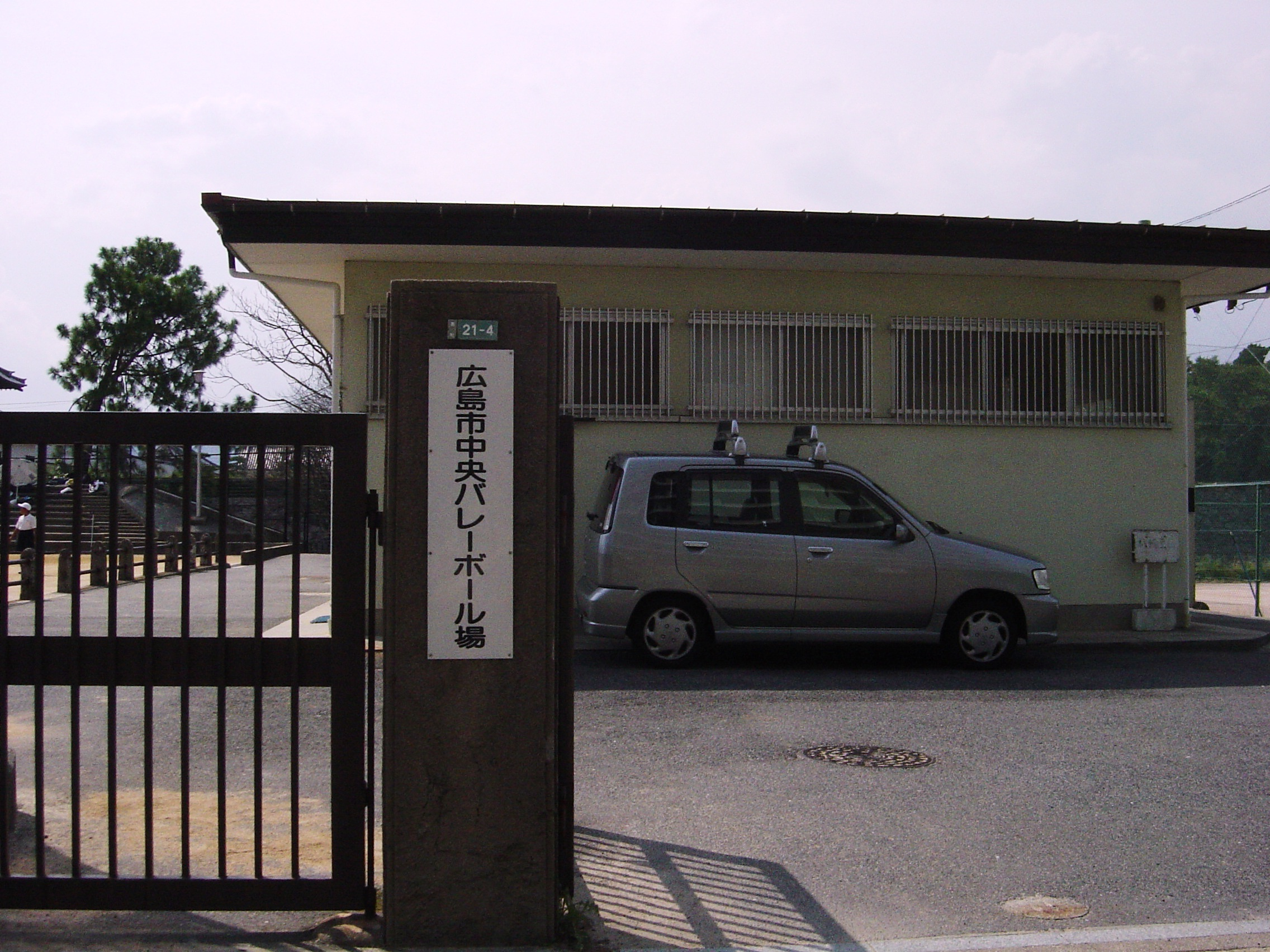
広島市中央バレーボール場（2021年8月31日廃止）
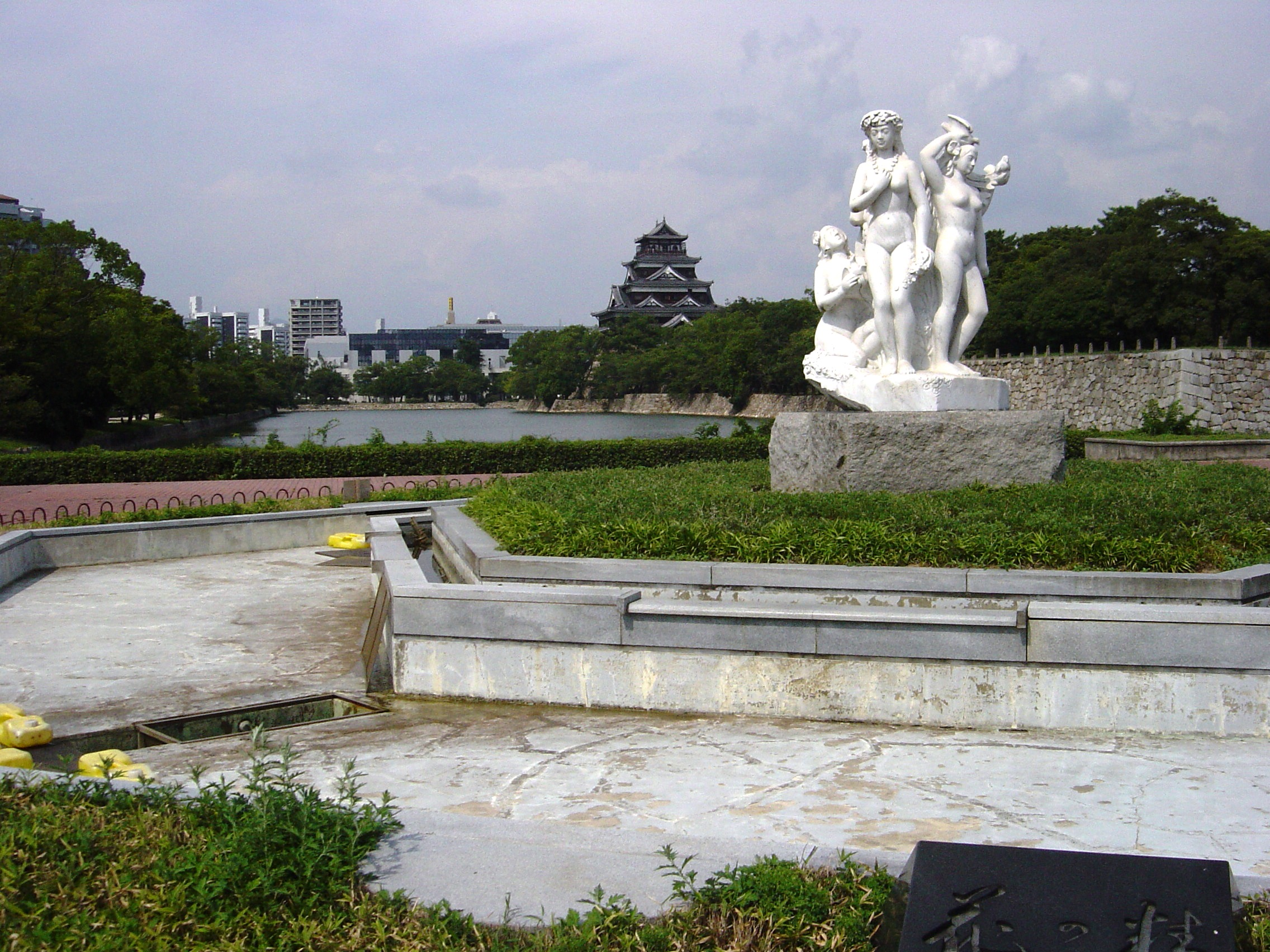
広島城内の噴水
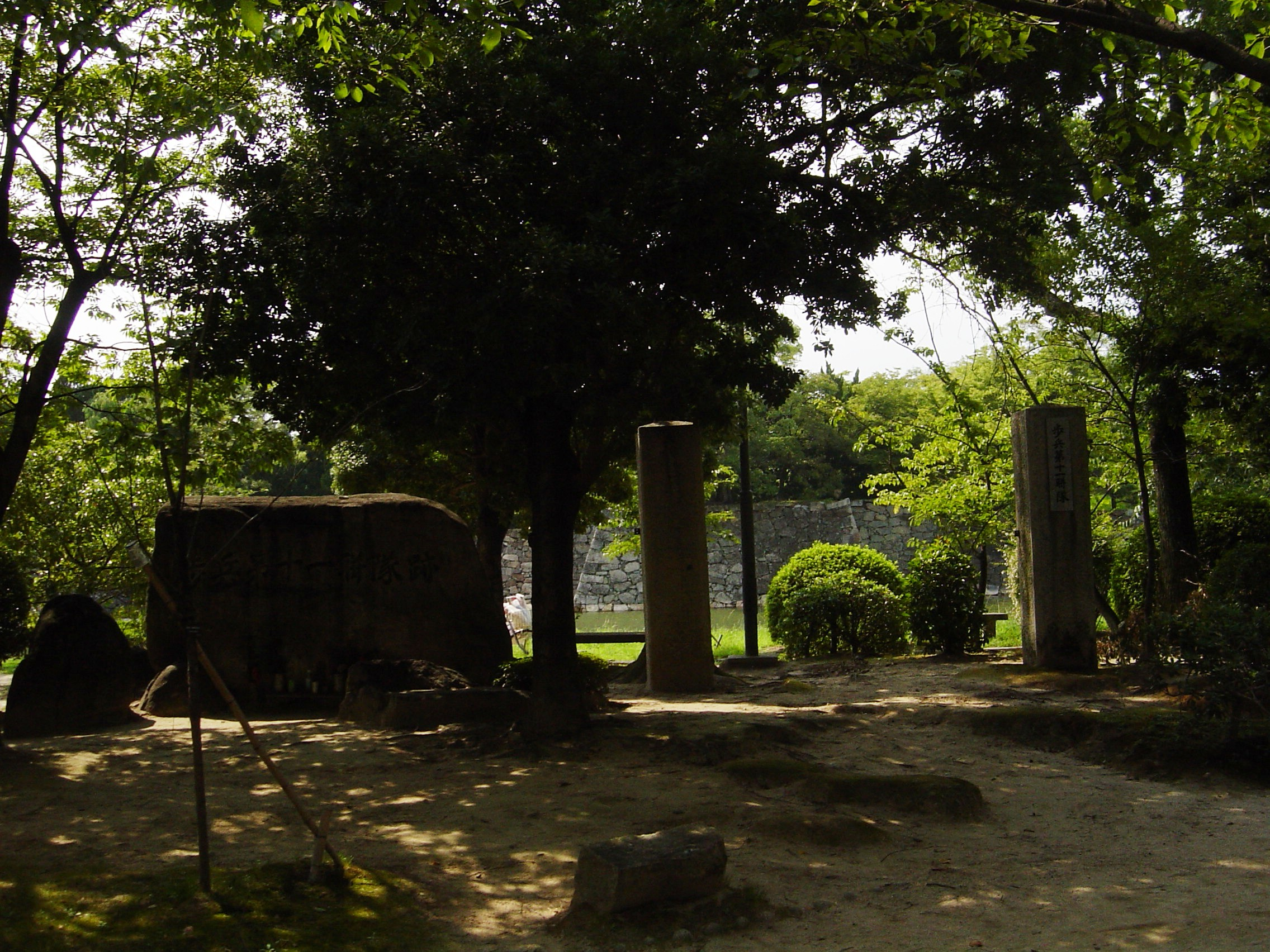
歩兵第11連隊跡
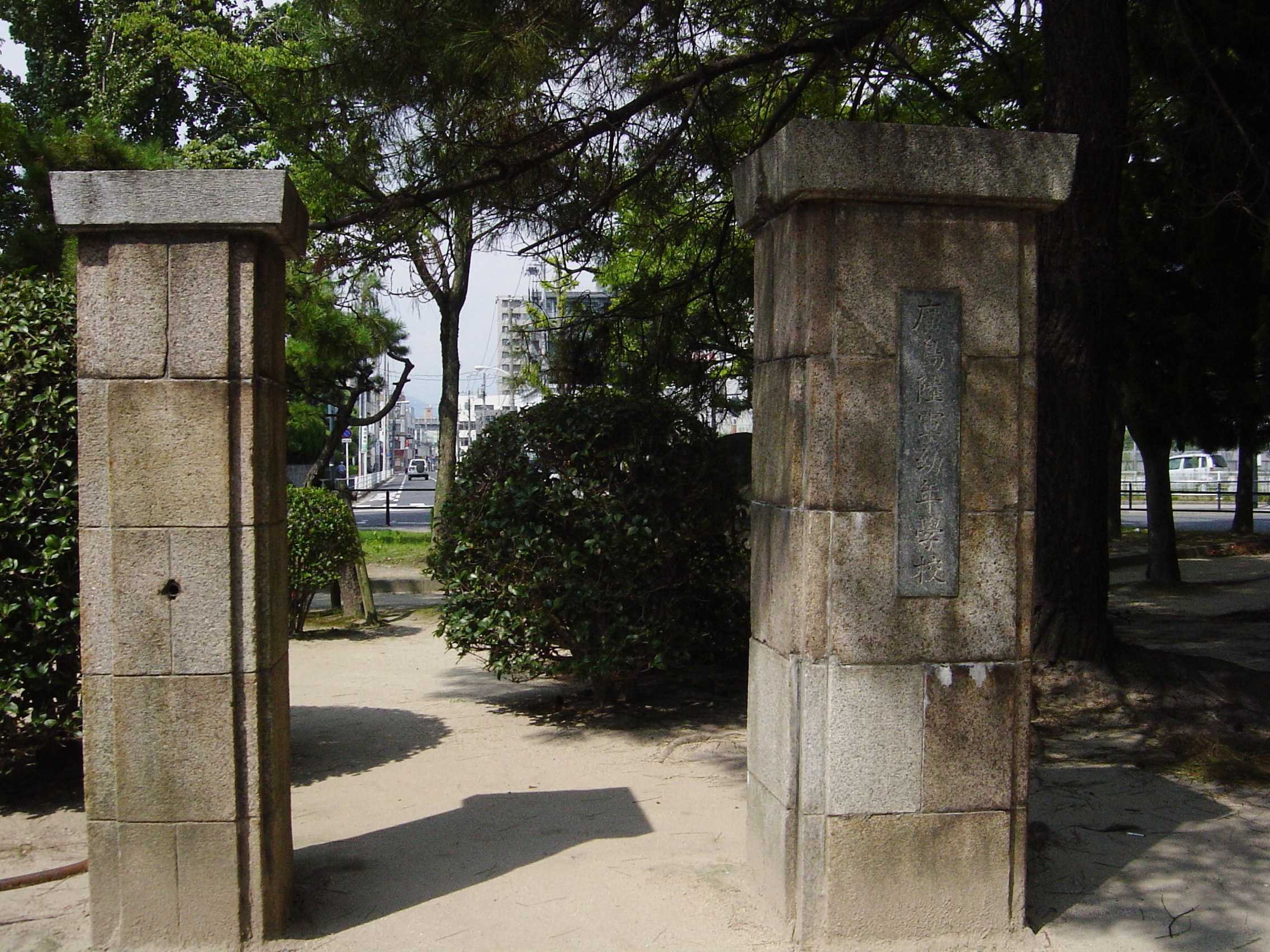
広島陸軍幼年学校跡

## 博物館

### 概要
広島復興大博覧会開催に合わせ外観復元された天守を利用して1958年（昭和33年）に、前身となった「広島城郷土館」が設置された。郷土館は、広島城の他に広島の歴史、民俗、自然史などに関する資料を展示した博物館（博物館類似施設）であったが、1989年（平成元年）に改装と展示物の入れ替えを行い、現在は、博物館「広島城」として開館している。
なお、先述のとおり、広島市は2026年3月22日に天守を閉館し、天守内の刀剣や鎧などの展示品を三の丸に新たに整備する歴史館に移す方針である。

### 内容
内部は、5層のうち1階から3階は常設展示、4階は企画展示、5階（最上階）は展望室となっている。
常設展示は、広島城の成立と役割、城下町広島のくらしと文化をテーマとしており、甲冑・刀剣等も展示されている。また、歴史と広島城に関する企画展示も実施されている。

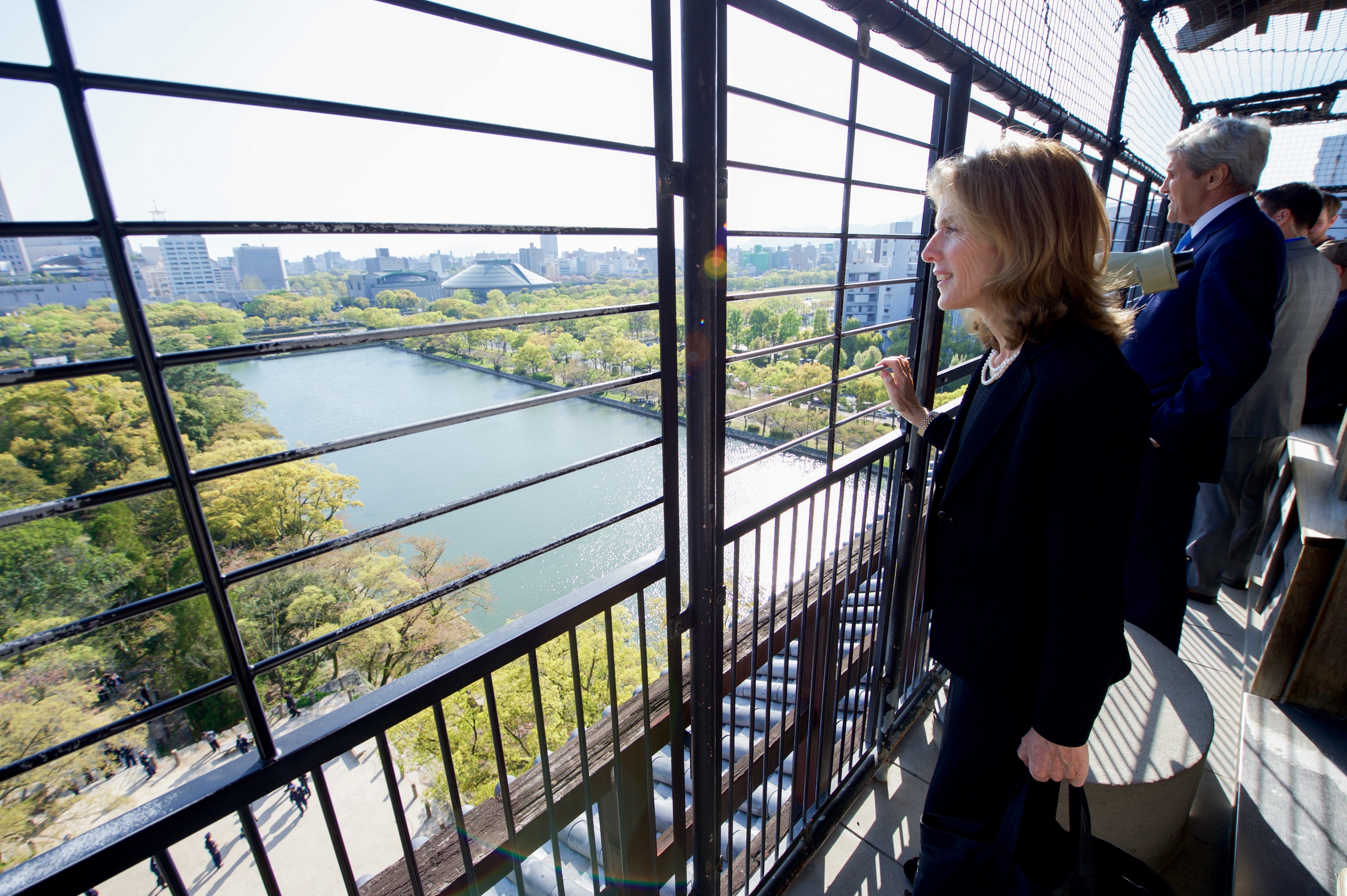
最上階から市内を展望するキャロライン・ケネディ駐日アメリカ大使とジョン・ケリー国務長官。2016年G7広島外相会合。
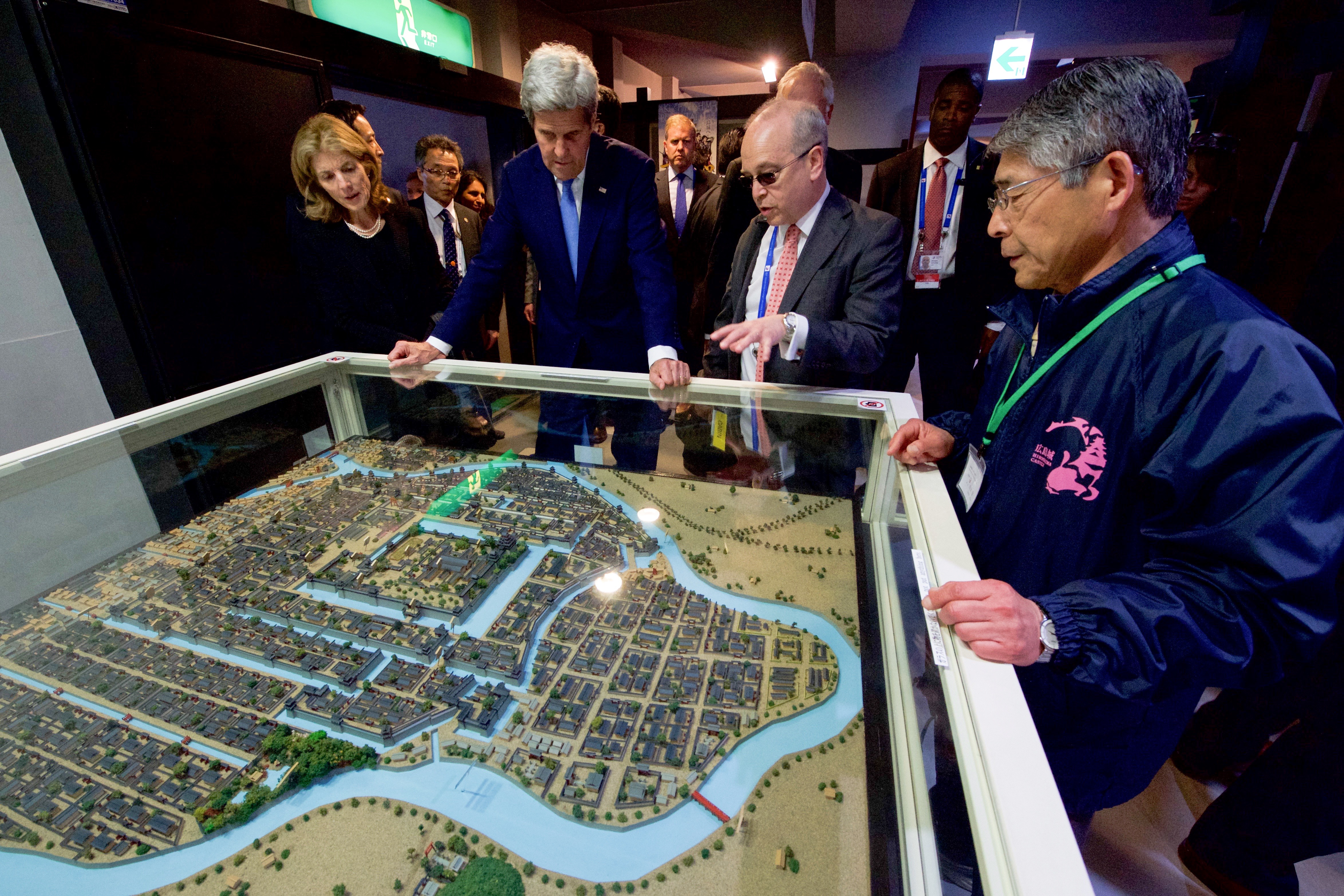
観覧するキャロライン・ケネディ駐日アメリカ大使とジョン・ケリー国務長官。

### 利用情報
天守休館日年末年始（12月29日から31日）　※臨時休館あり
天守入場料（二の丸復元建物は無料）一般:370円（280円）／高校生相当・65歳以上:180円（100円）:中学生以下:無料:（　）内は30人以上の団体料金、幼児は無料
駐車場なし

## 交通アクセス
以下は 広島城博物館 が公式に発表しているものを主に列挙する。
路線バス
広島駅（広島駅のバスのりば参照）や横川駅などからバスが出ている。
- 「合同庁舎前」バス停下車、徒歩約7分。
- 「広島バスセンター」下車、徒歩約12分。
- 「紙屋町」バス停または「紙屋町県庁前」バス停下車、徒歩約12分。

鉄道
- 広島電鉄本線・宇品線紙屋町停留場下車、徒歩約15分。
- 広島電鉄白島線白島停留場下車、徒歩約18分。
- JR西日本山陽新幹線・山陽本線・芸備線広島駅下車、徒歩約25分。
- JR西日本山陽本線・アストラムライン新白島駅下車、徒歩約17分。
- アストラムライン県庁前駅・城北駅下車、徒歩約12分。

自動車
- 山陽自動車道・広島ICから車で約20分。

## 参考資料
- 広島市『広島原爆戦災誌』（PDF）（改良版）、2005年（原著1971年）。オリジナルの2013年12月3日時点におけるアーカイブ。2012年3月27日閲覧。
- 広島城関連の遺跡 - 財団法人広島市未来都市創造財団
- 広島城跡 - 国指定文化財等データベース
- 戦前の絵葉書アーカイブ - 東北芸術工科大学。
- 平和データベース - 広島市。被爆後の広島城写真がある。
- ひろしま戦前の風景 - 中国放送(RCC)。戦前の映像がある。